# Кіотський ботанічний сад
Кіотський ботанічний сад (яп. デジタル植物園, Kyōto Furitsu Shokubutsuen) — ботанічний сад у Кіото (Японія).
Ботанічний сад відкритий у 1924 році, у 1946–1960 роках не працював, повторно відкритий у 1961 році. У 1992 році пройшла обширна реконструкція і відновлення саду, в ході якої збудован великий зимовий сад, який був найбільшим в Японії у той час.

## Опис ботанічного саду
У колекції ботанічного саду близько 120 тисяч рослин 12000 видів, що робить ботанічний сад одним з найбільших в Японії.
Основні відділи ботанічного саду:
- бамбуковий сад,
- виставка бонсай,
- сад камелій,
- колекція вишень,
- сад у європейськиму стилі з розарієм,
- квітники,
- сад гортензій,
- сад японських півників,
- колекція японських рослин,
- ставок лотосів,
- сад півоній,
- сад японських слив,
- колекція багаторічних рослин.

Ботанічний сад також має оранжерейний комплекс площею 4612 м², що містить близько 25000 рослин 4500 видів. Комплекс поділений на наступні зони: зала ананасів, хижі і водні рослини, бромелієві, рослини пустель і саван, рослини джунглів, орхідеї, кімнатні рослини, альпійські рослини тропіків і корисні тропічні рослини.

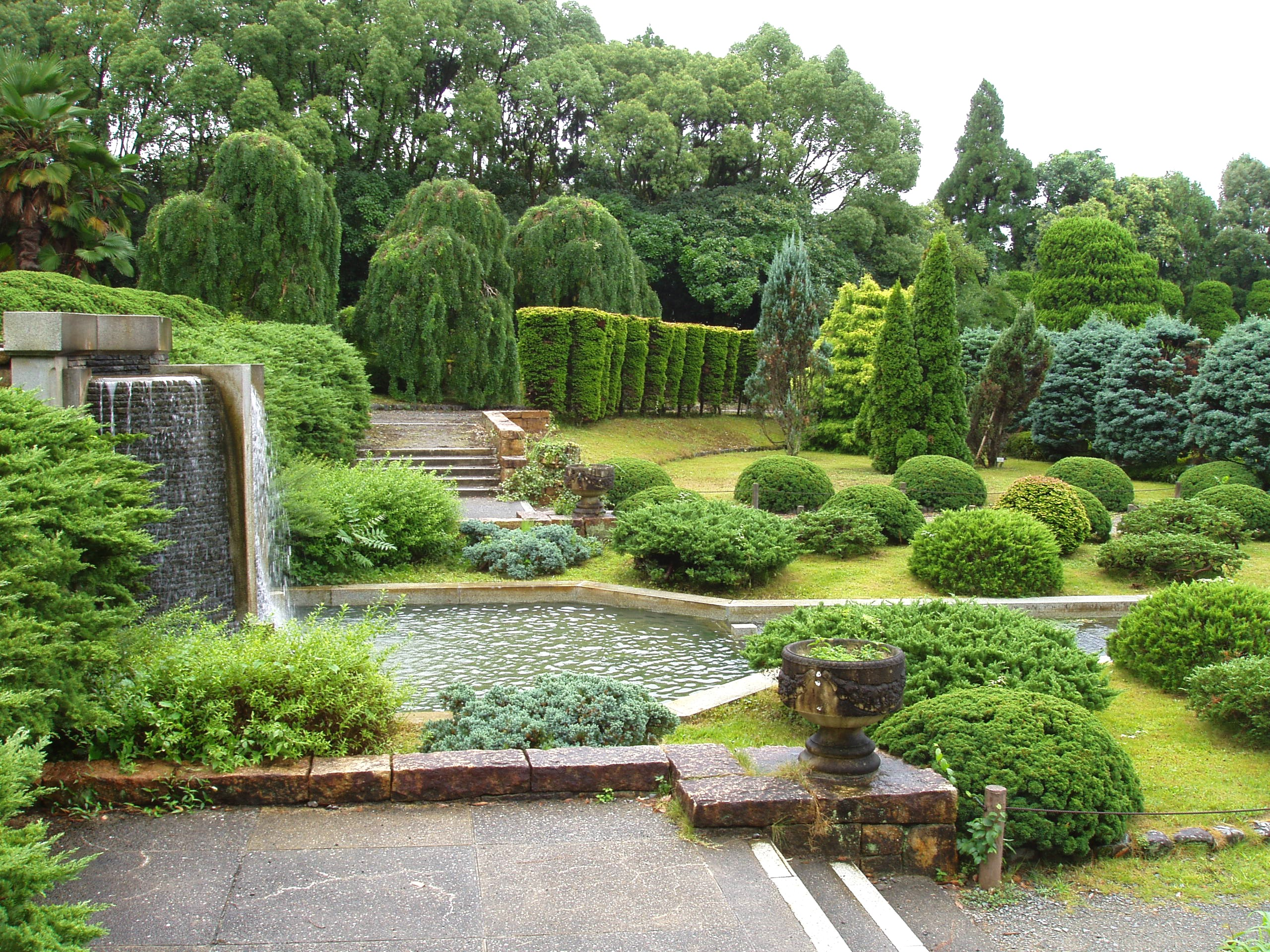
Штучний водоспад
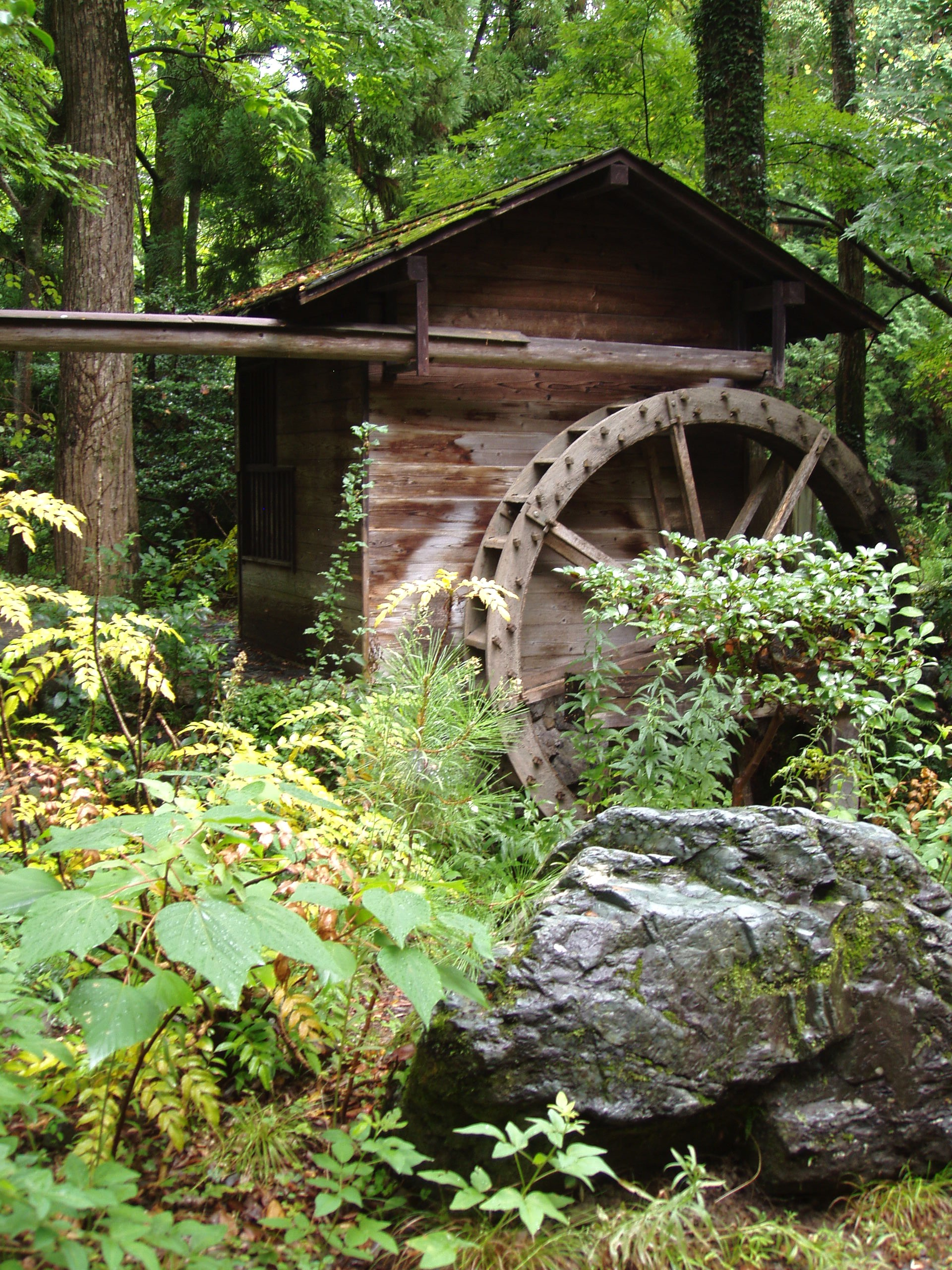
Водяний млин
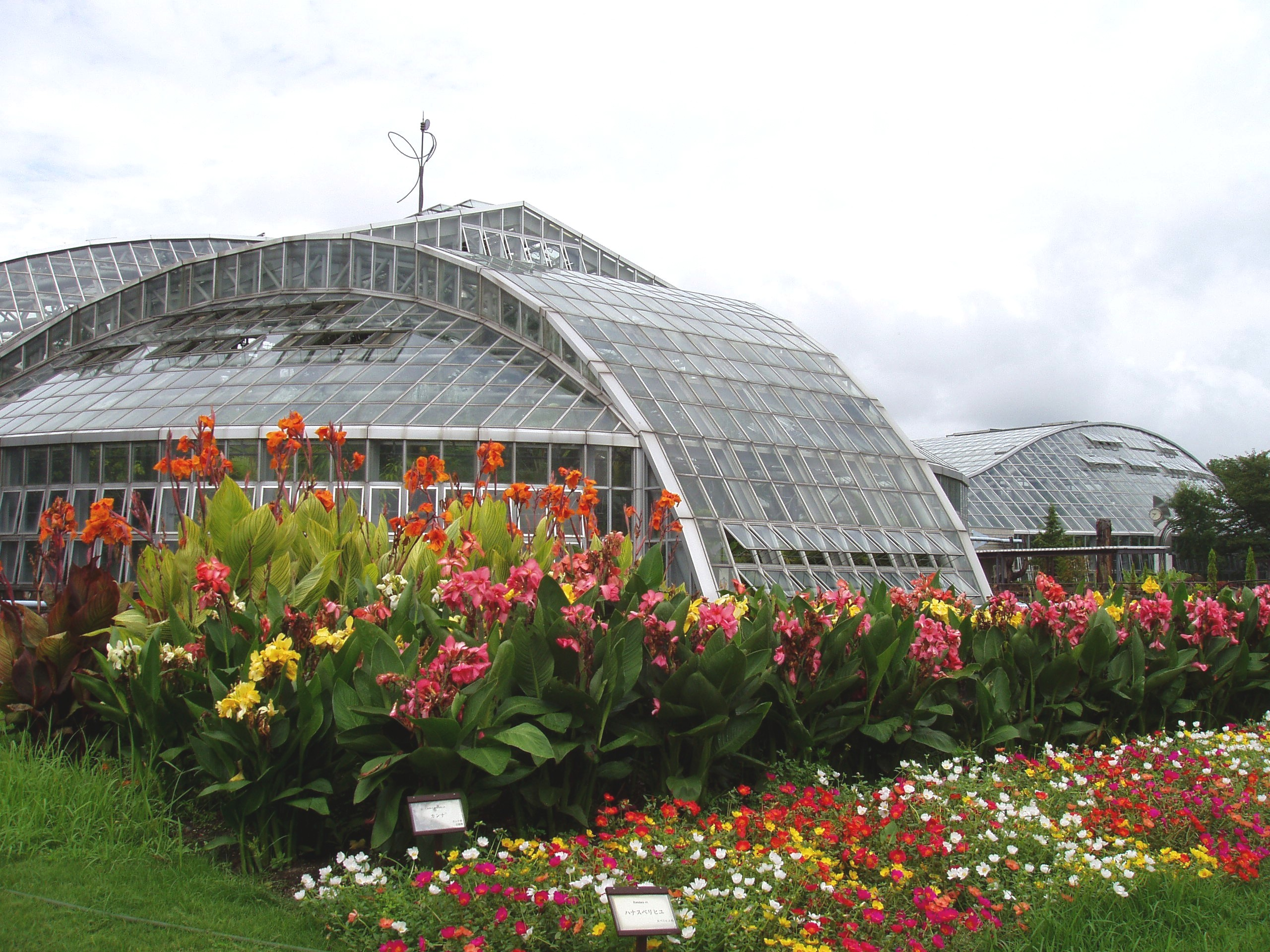
Оранжерея
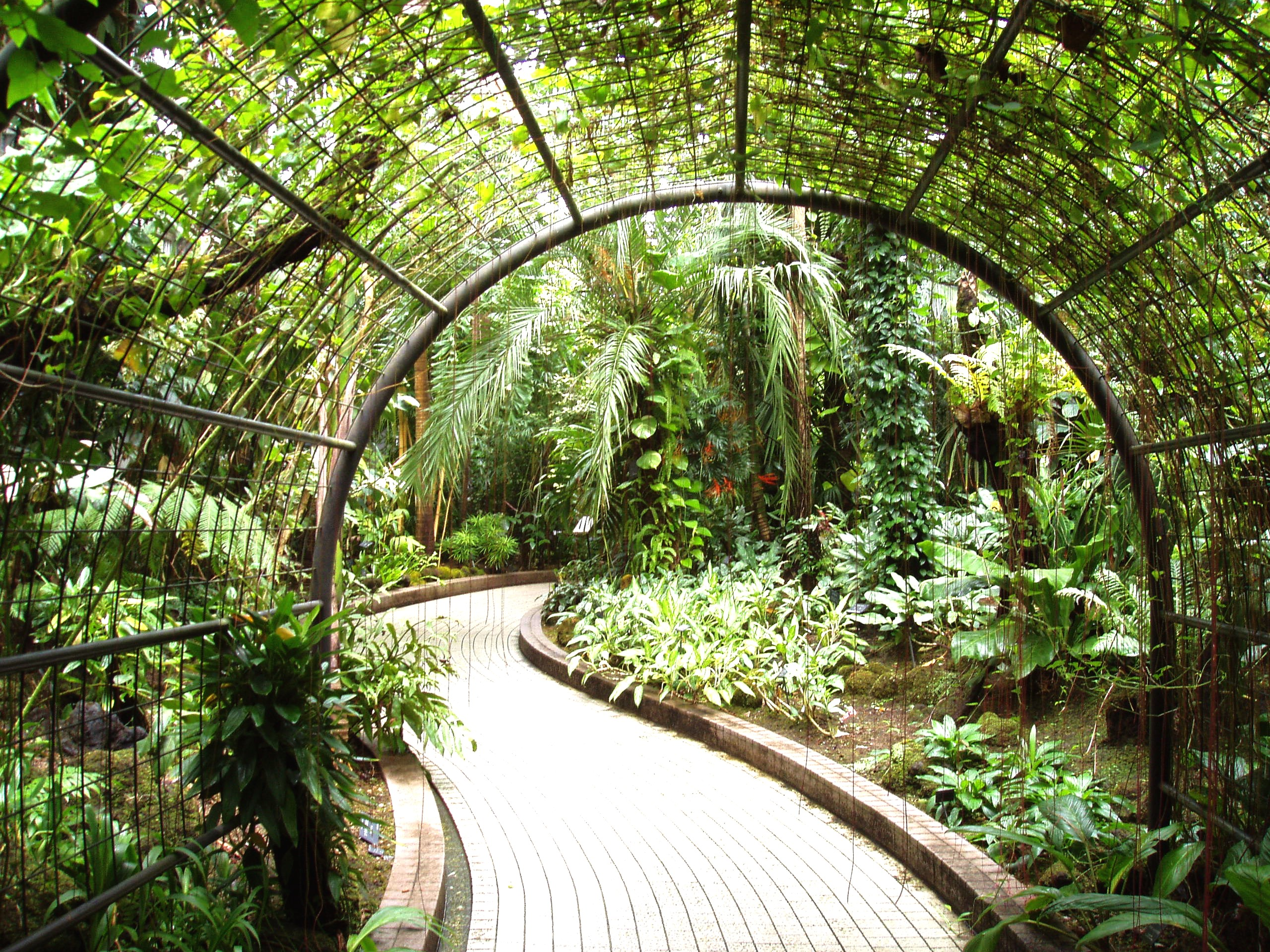
Інтер'єр оранжереї
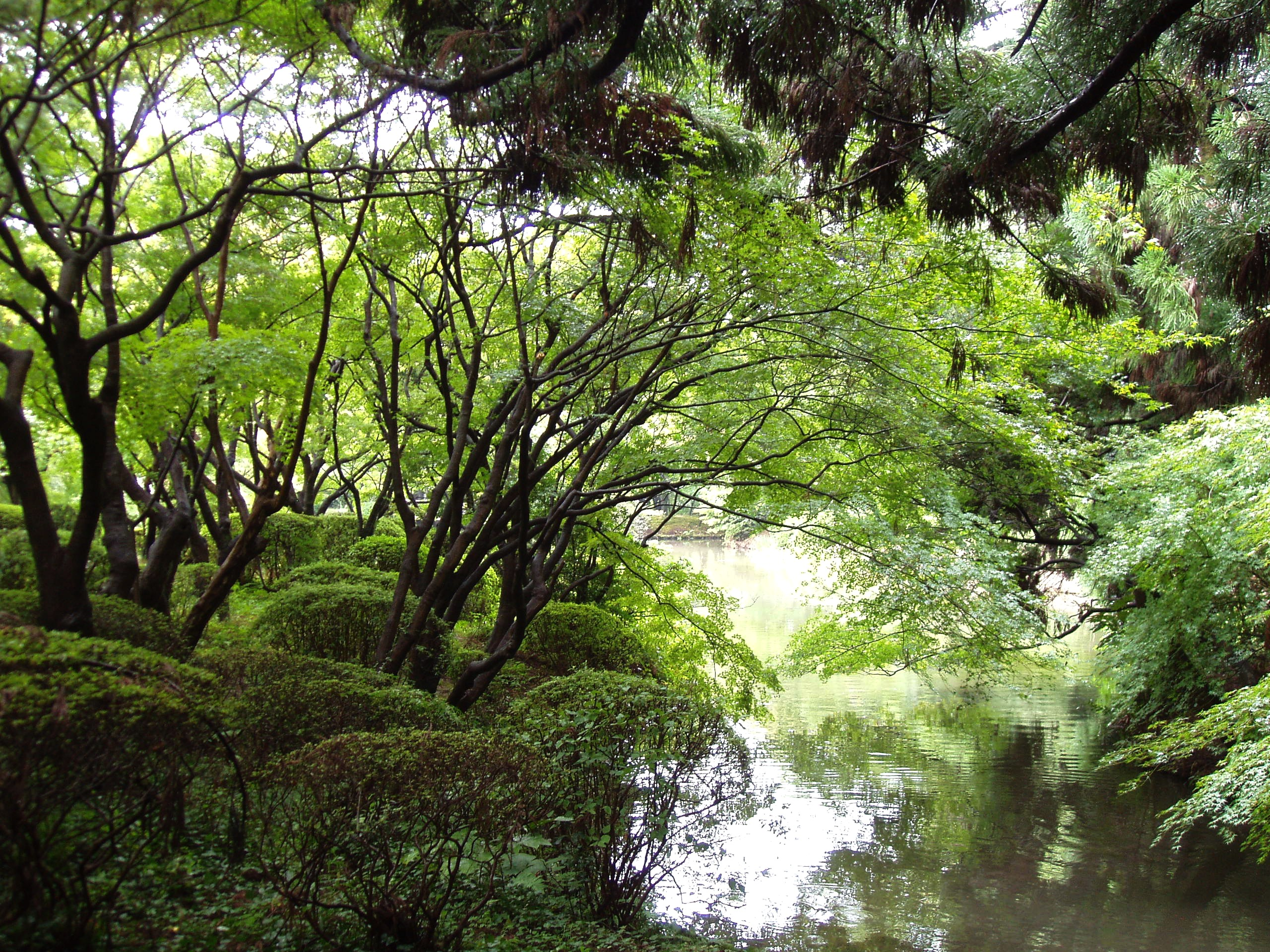
Ставок
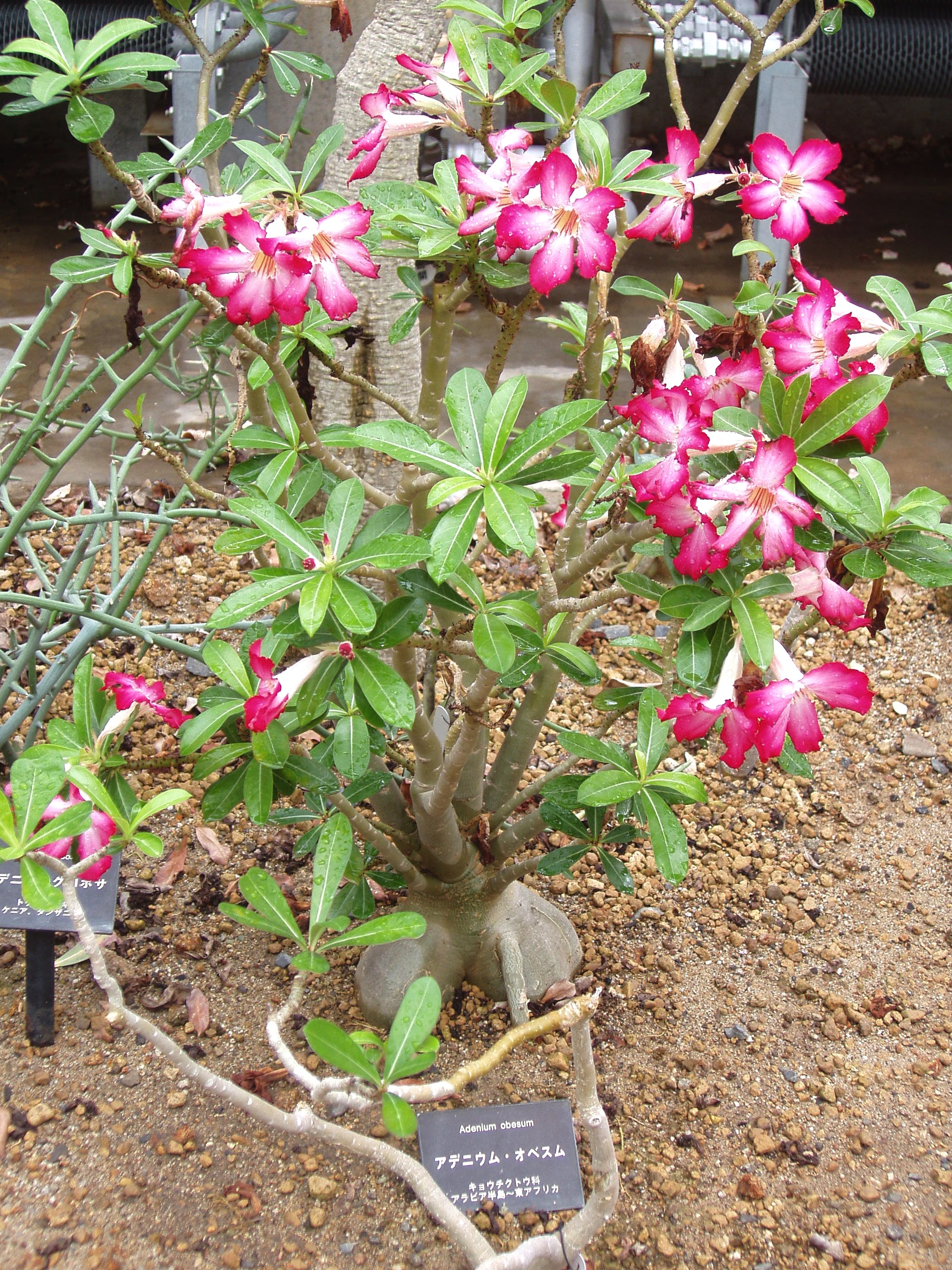
Аденіум гладкий
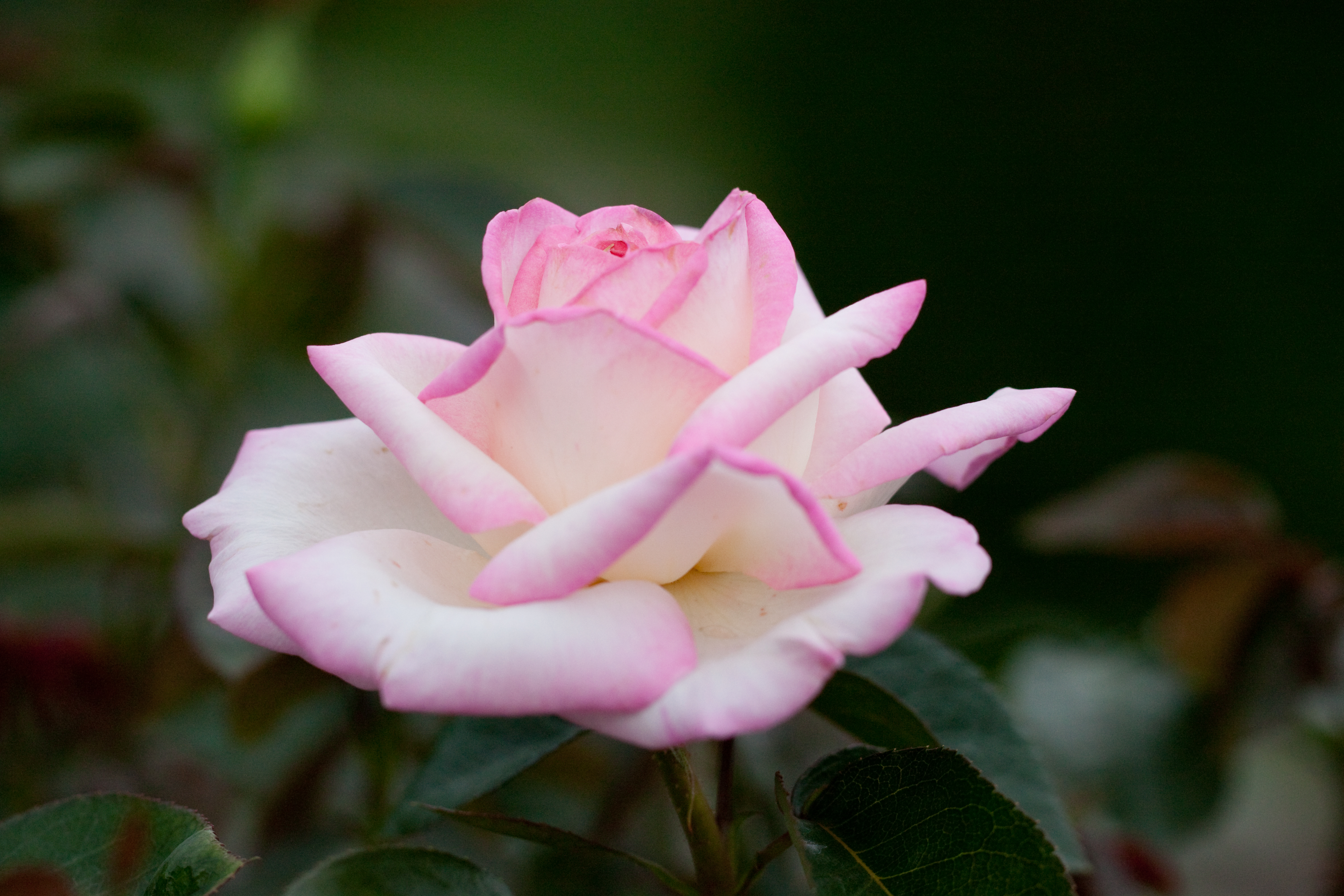
Троянда 'Princess of Monaco'
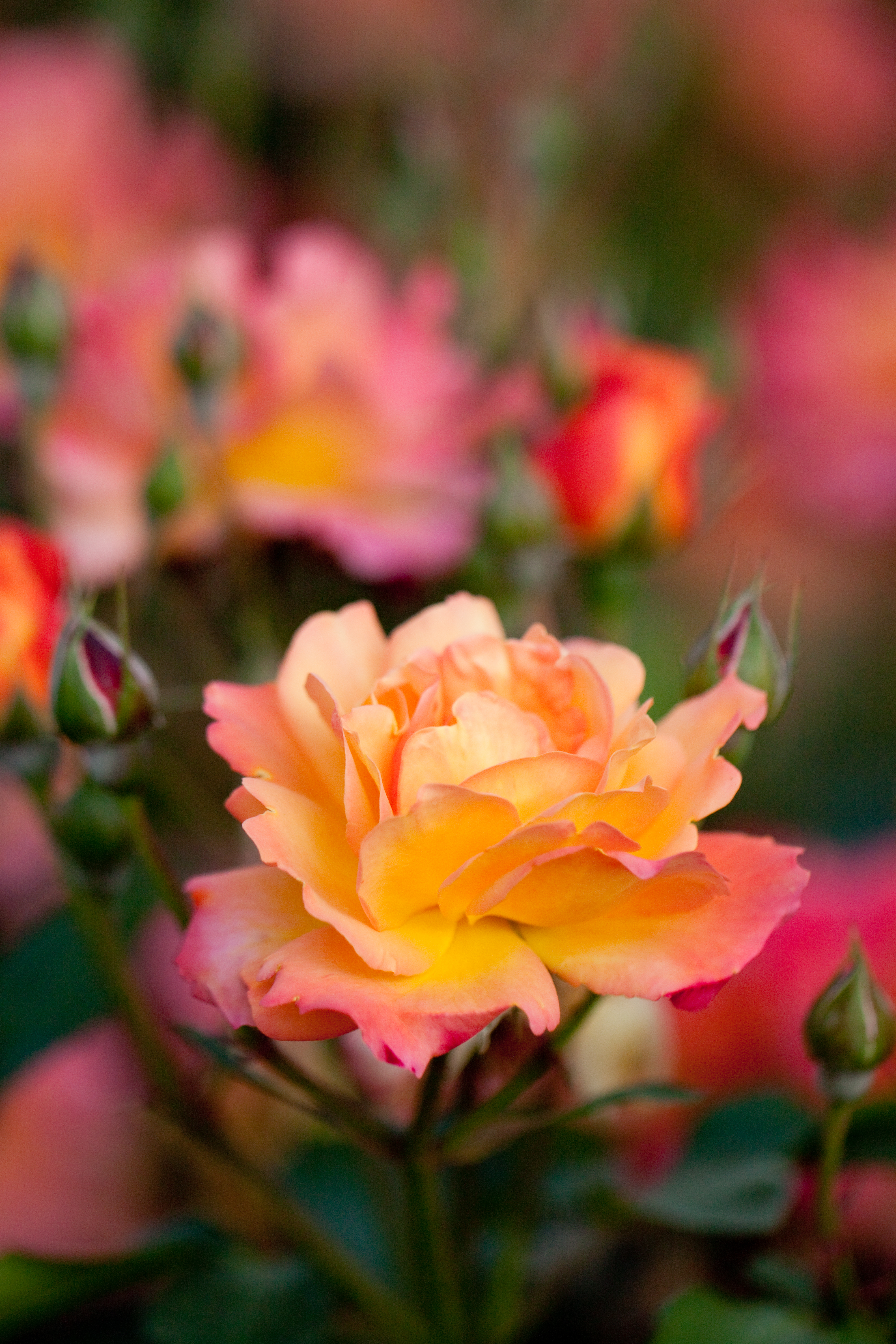
Троянда 'Souvenir of Anne Frank'
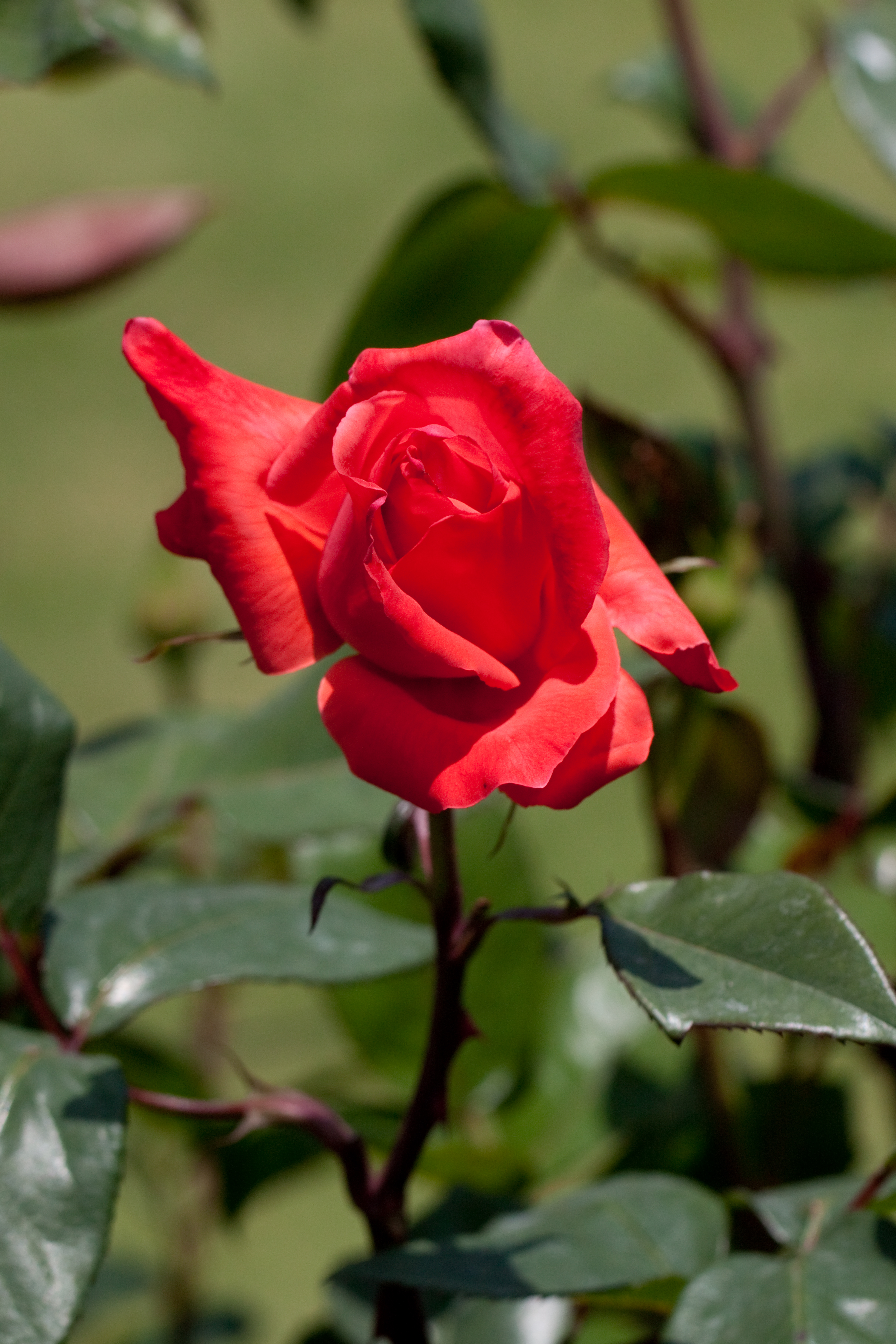
Троянда 'Daimonji'
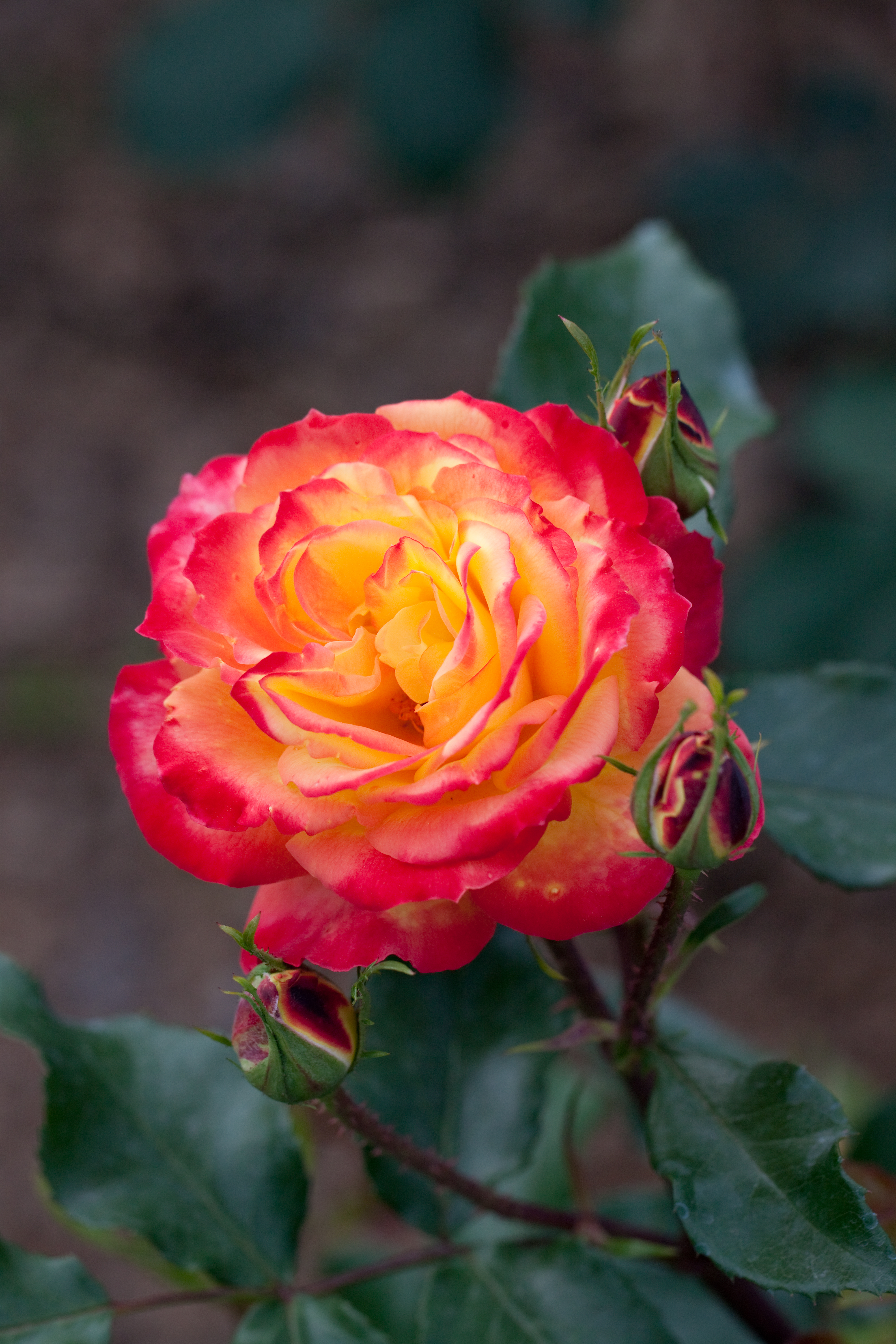
Троянда 'Ехігаса'
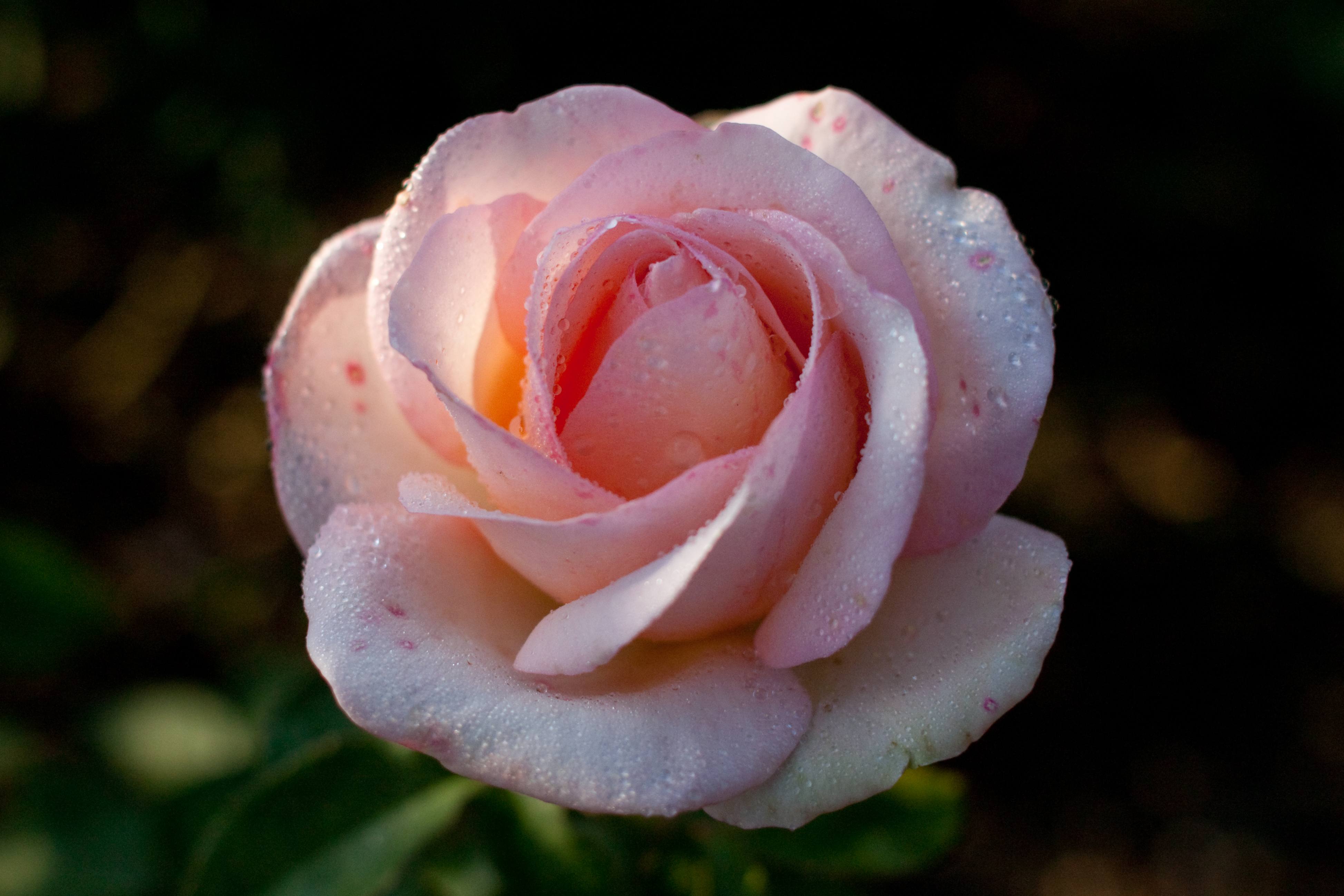
Троянда 'Empress Michiko'
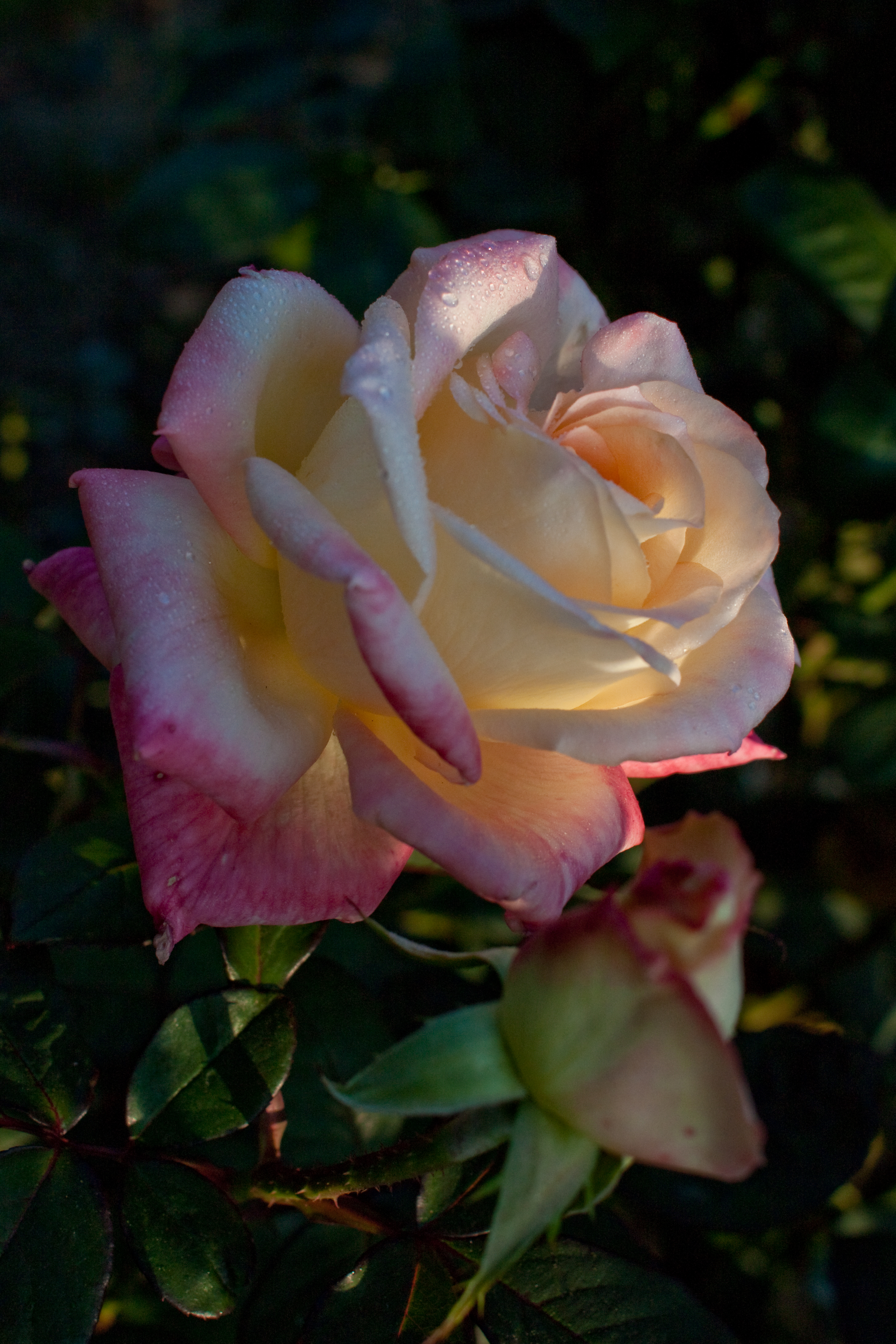
Троянда 'Diana Princess of Wales'
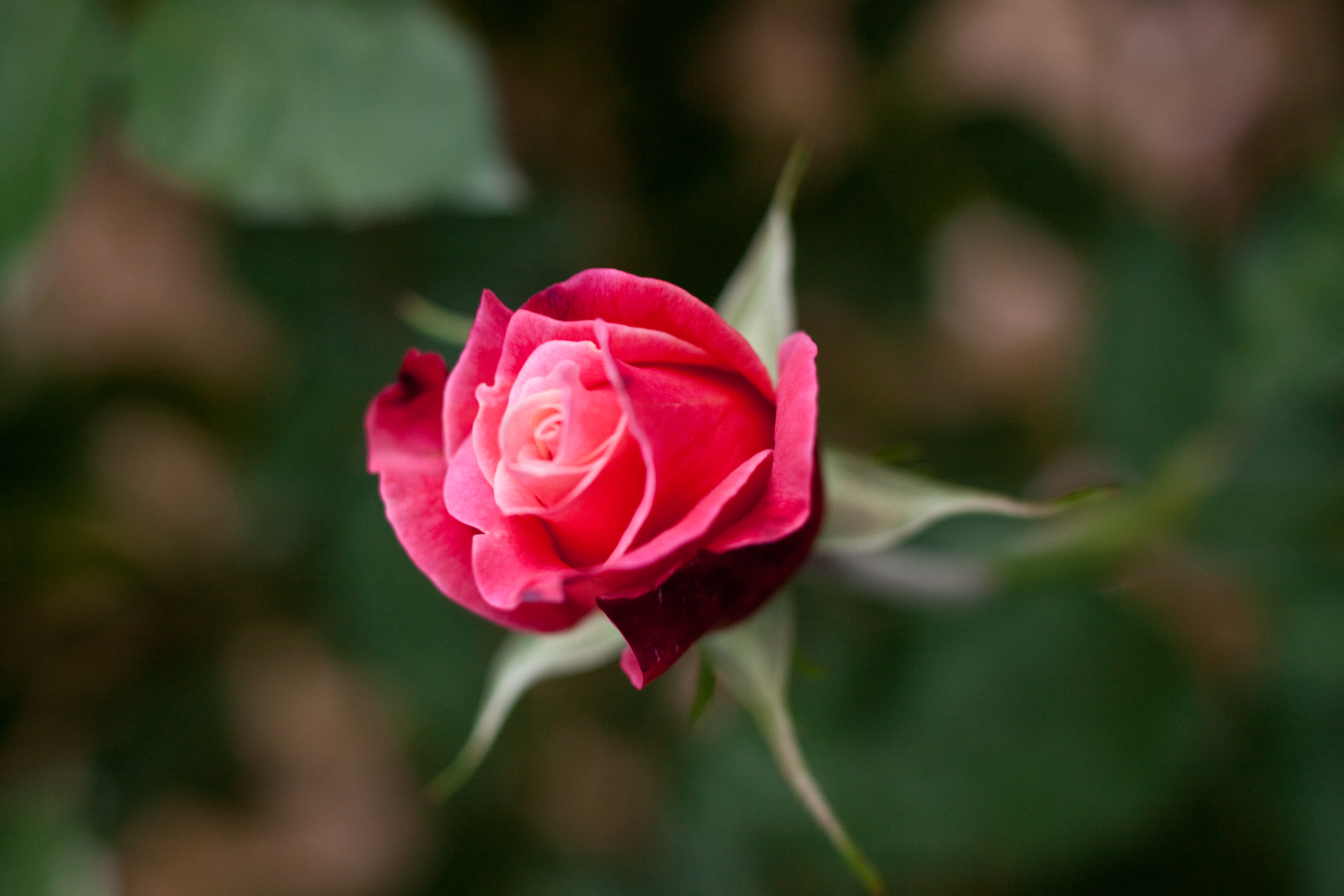
Троянда 'Princess Chichibu'
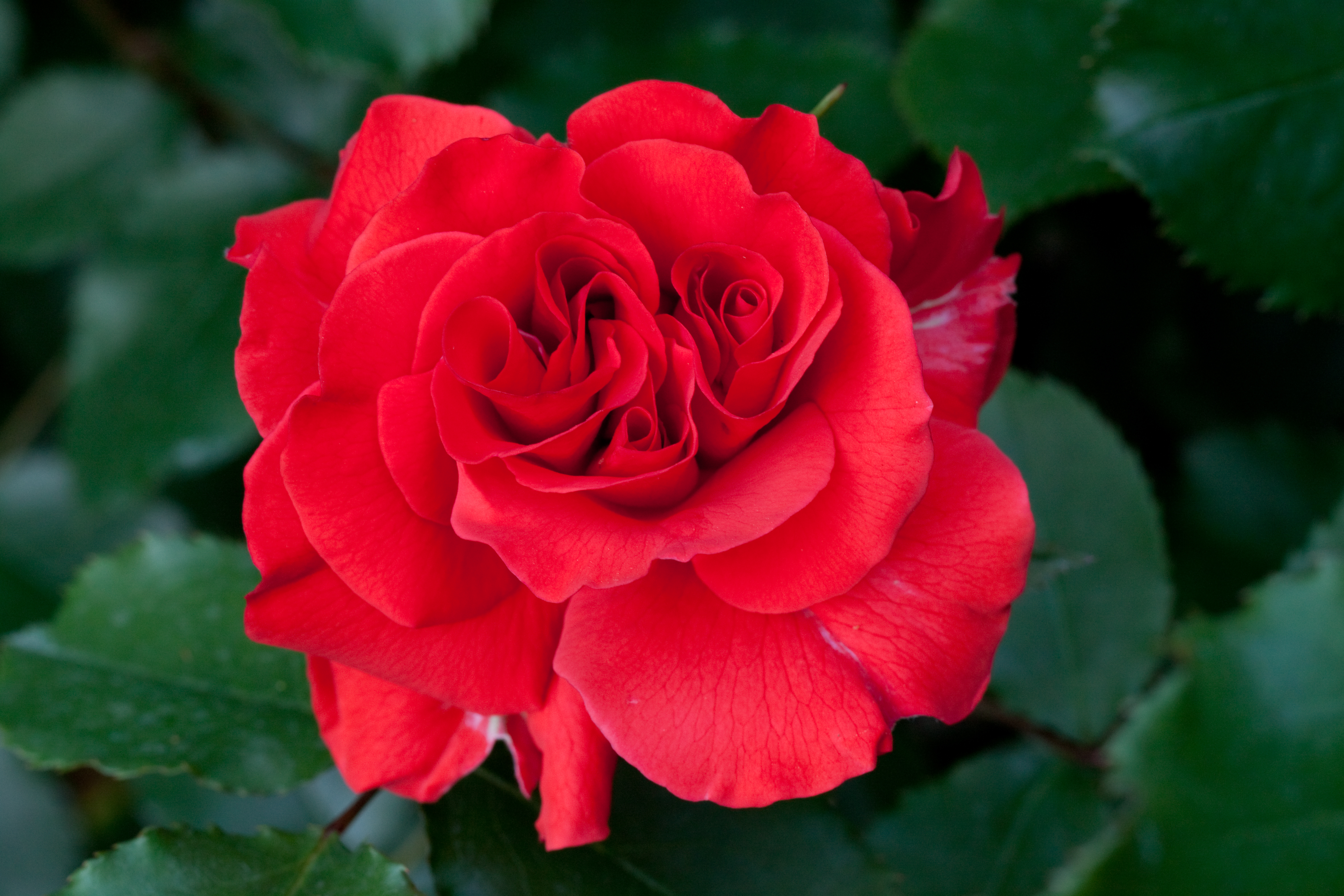
Троянда 'Ahoi'
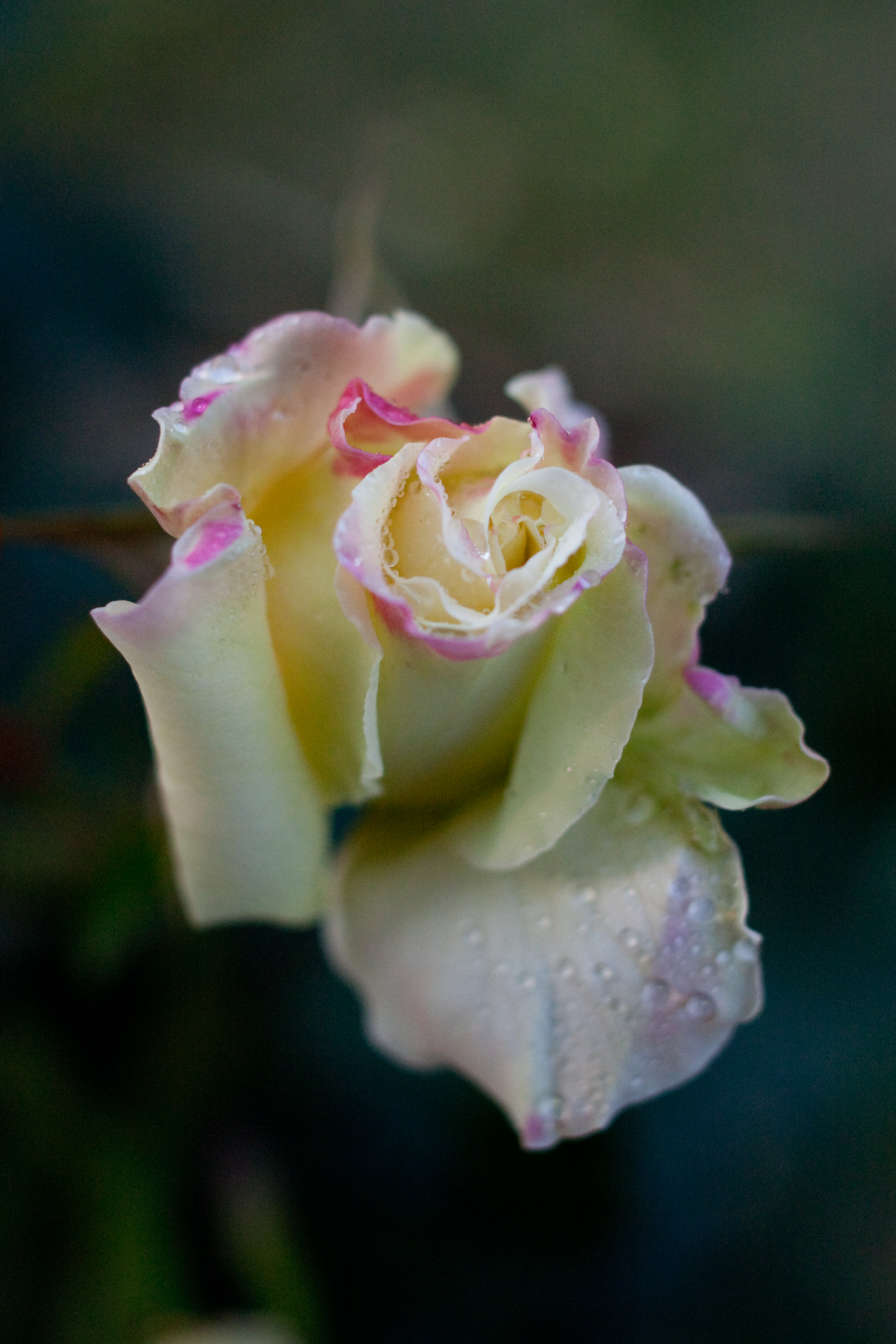
Троянда 'Ginrei'
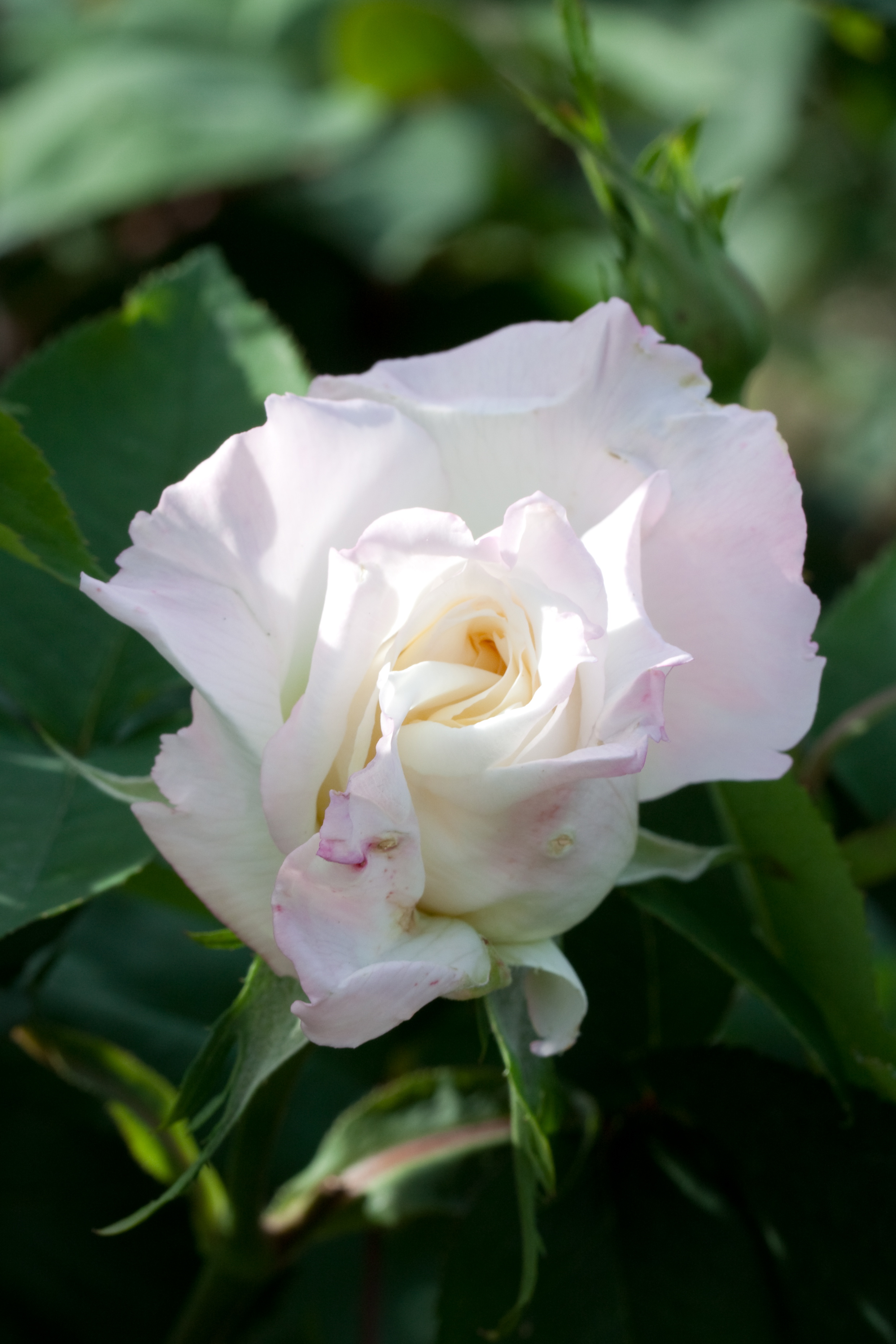
Троянда 'Hakkoda'
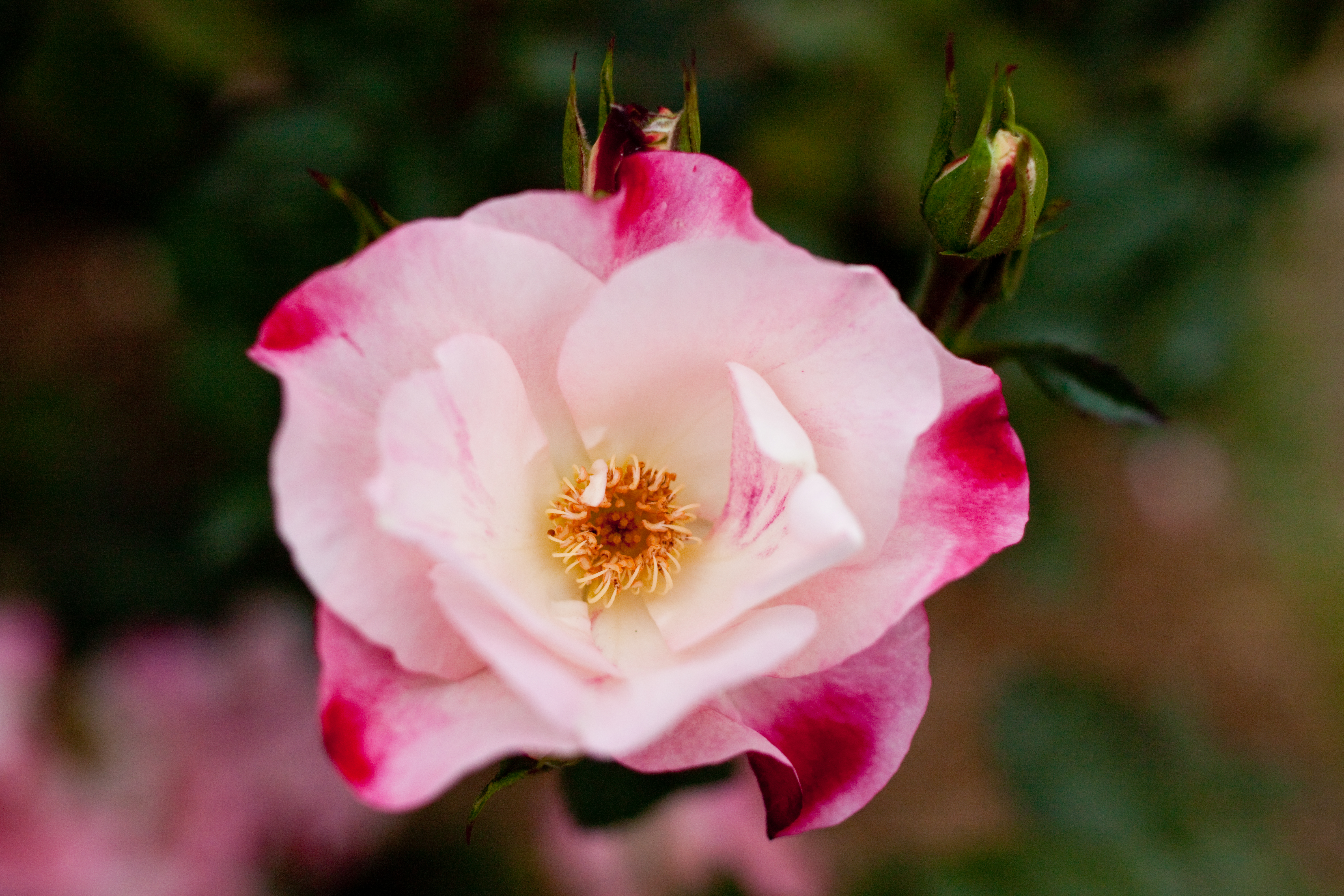
Троянда 'Hana-Gasumi'
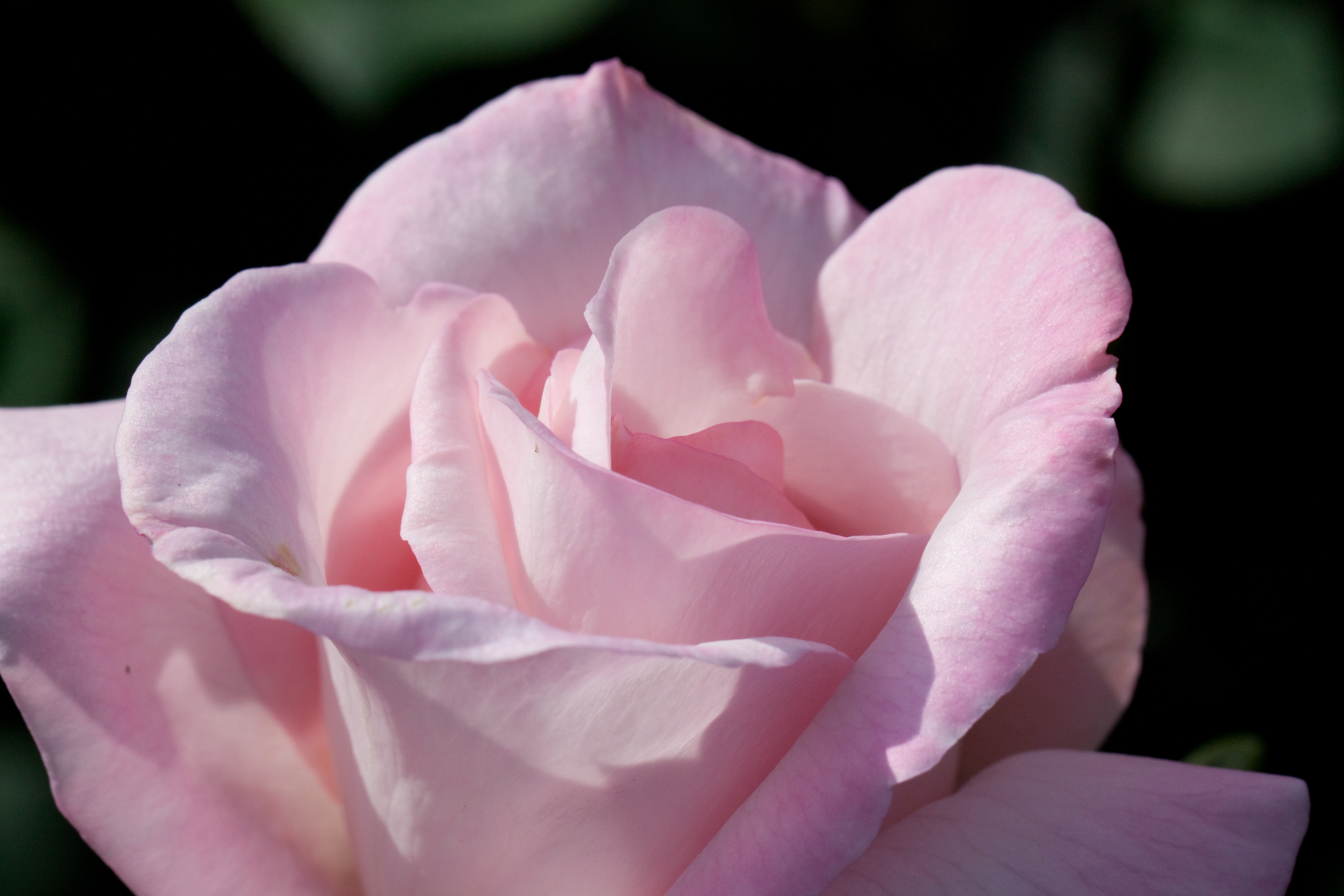
Троянда 'Hanayome'
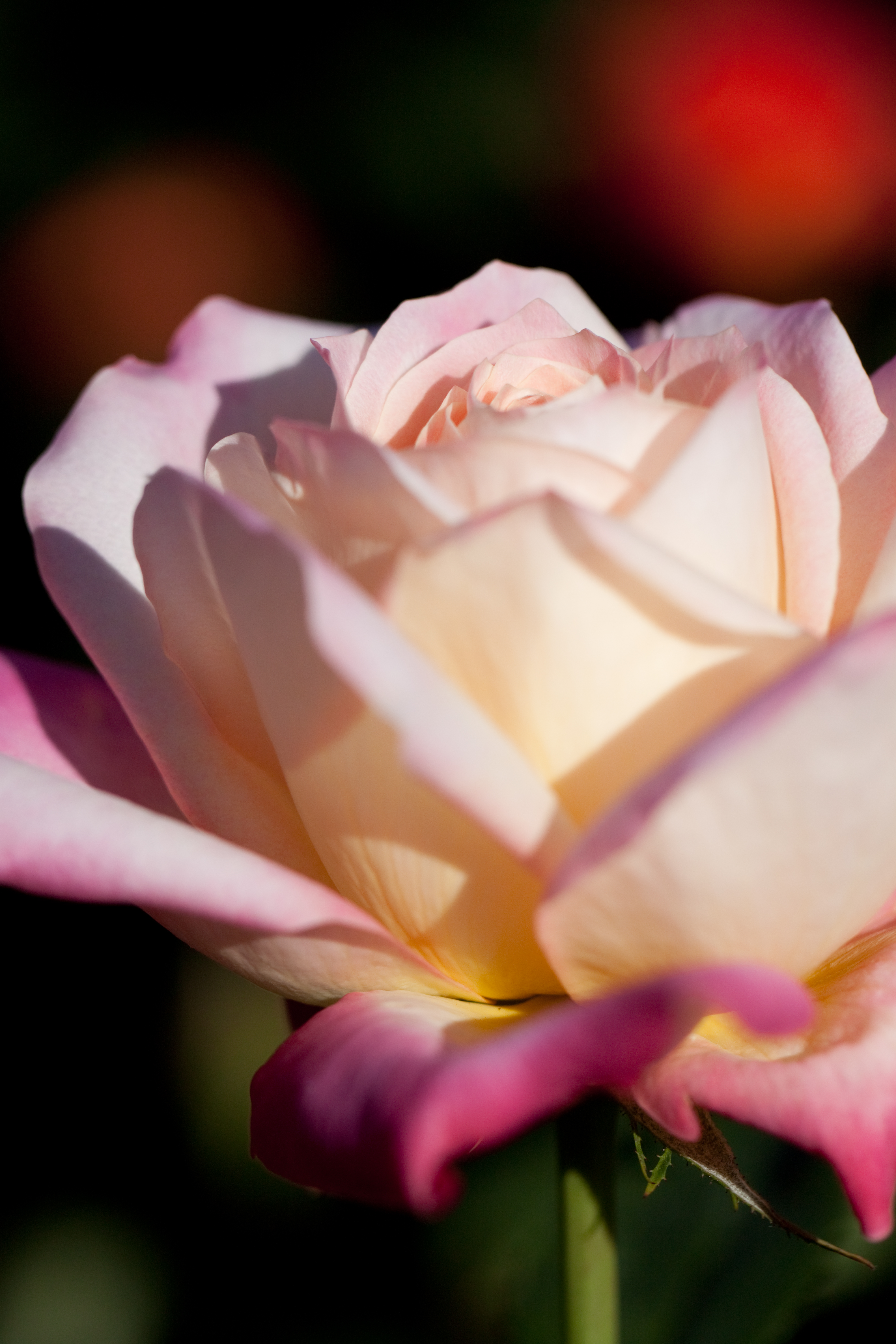
Троянда 'Hisami'
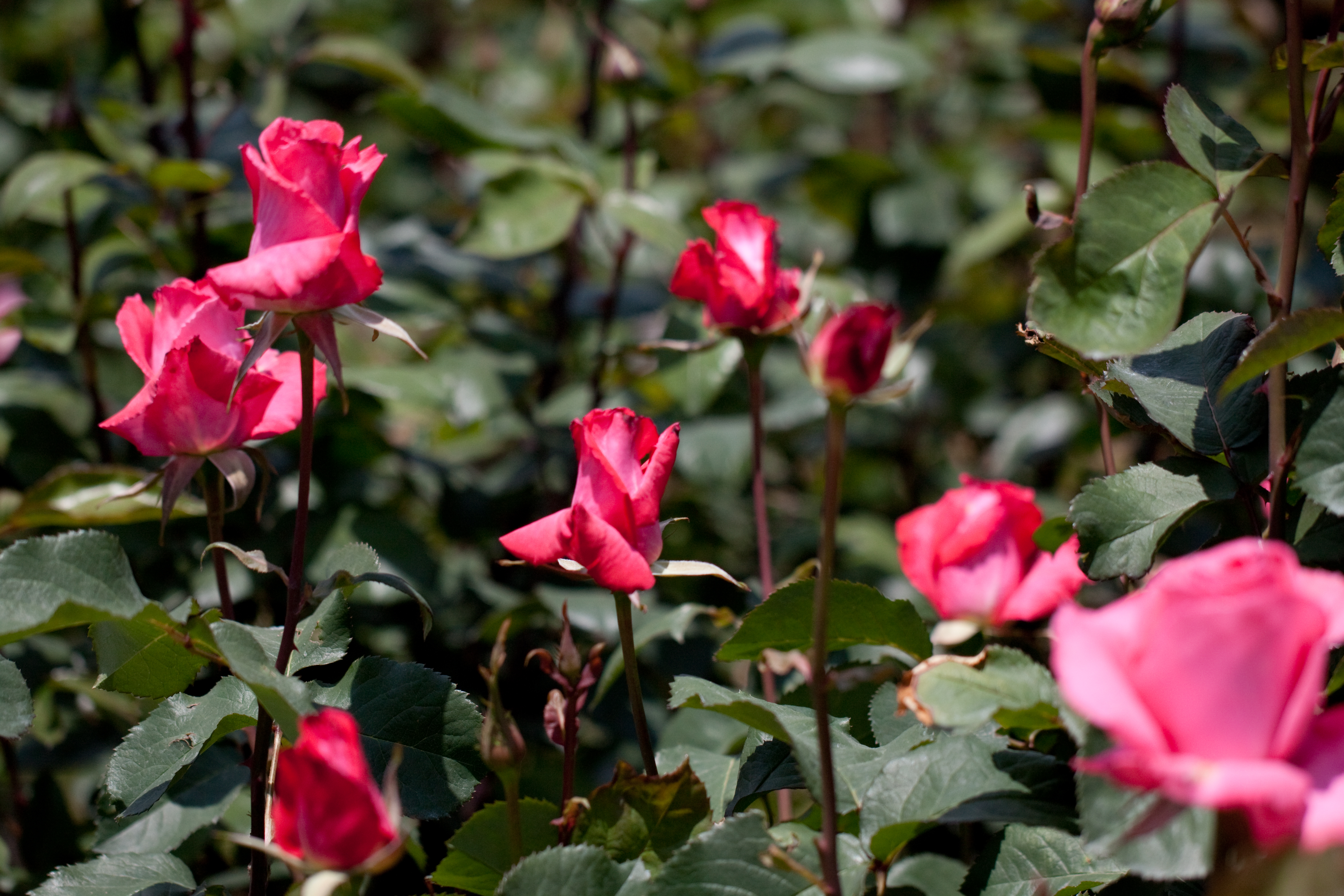
Троянда 'Hojun'
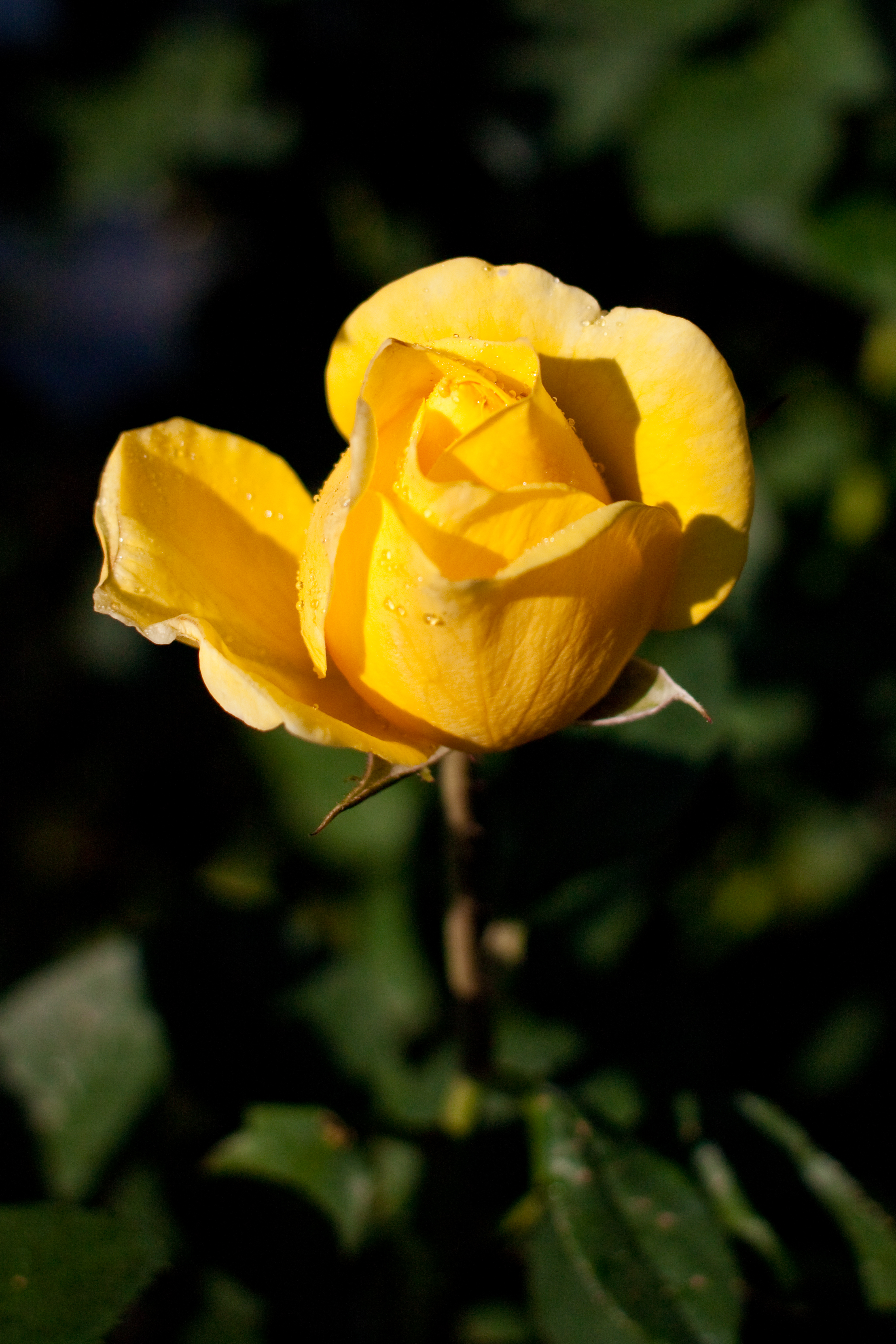
Троянда 'Izu no odoriko'
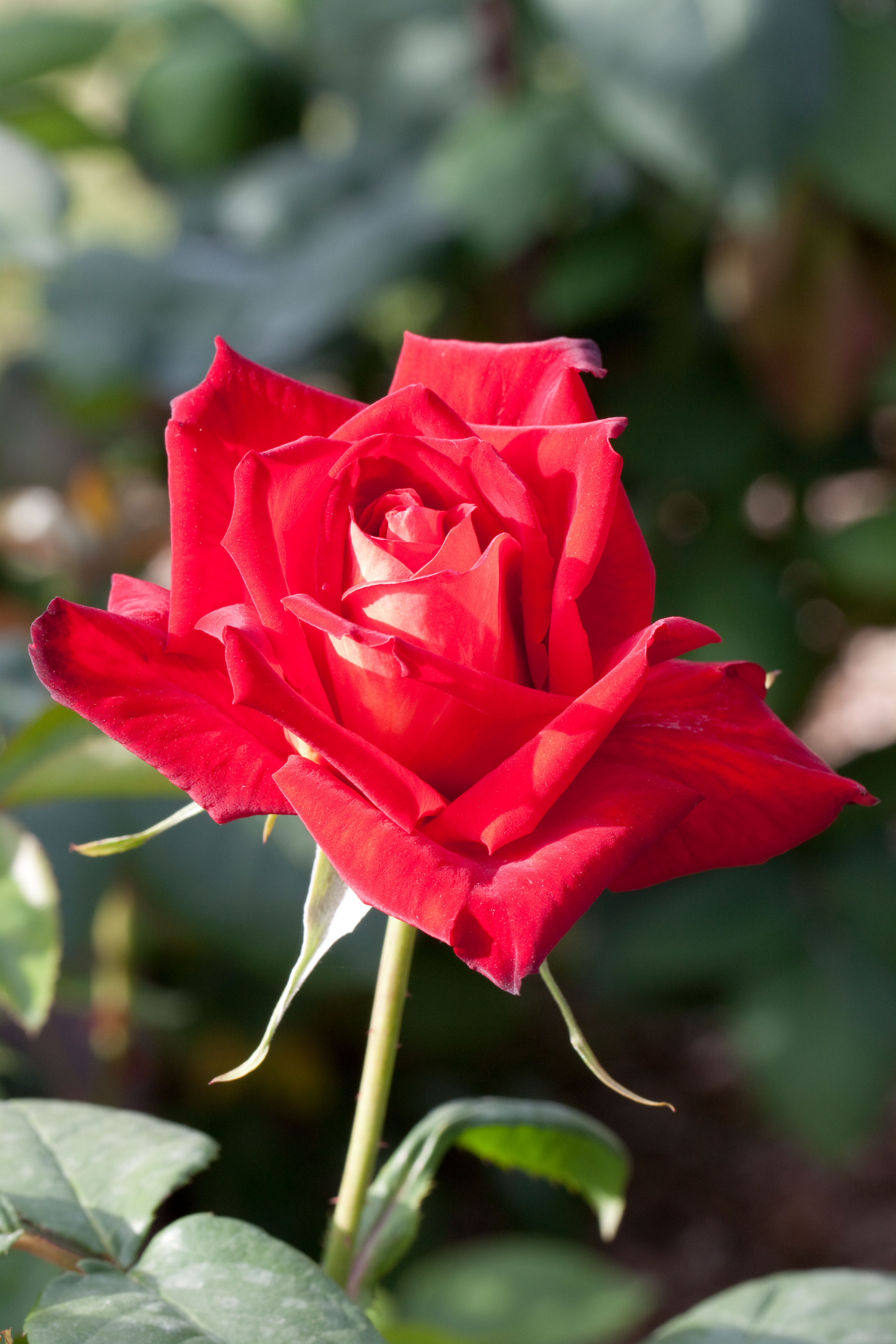
Троянда 'Kagayaki'
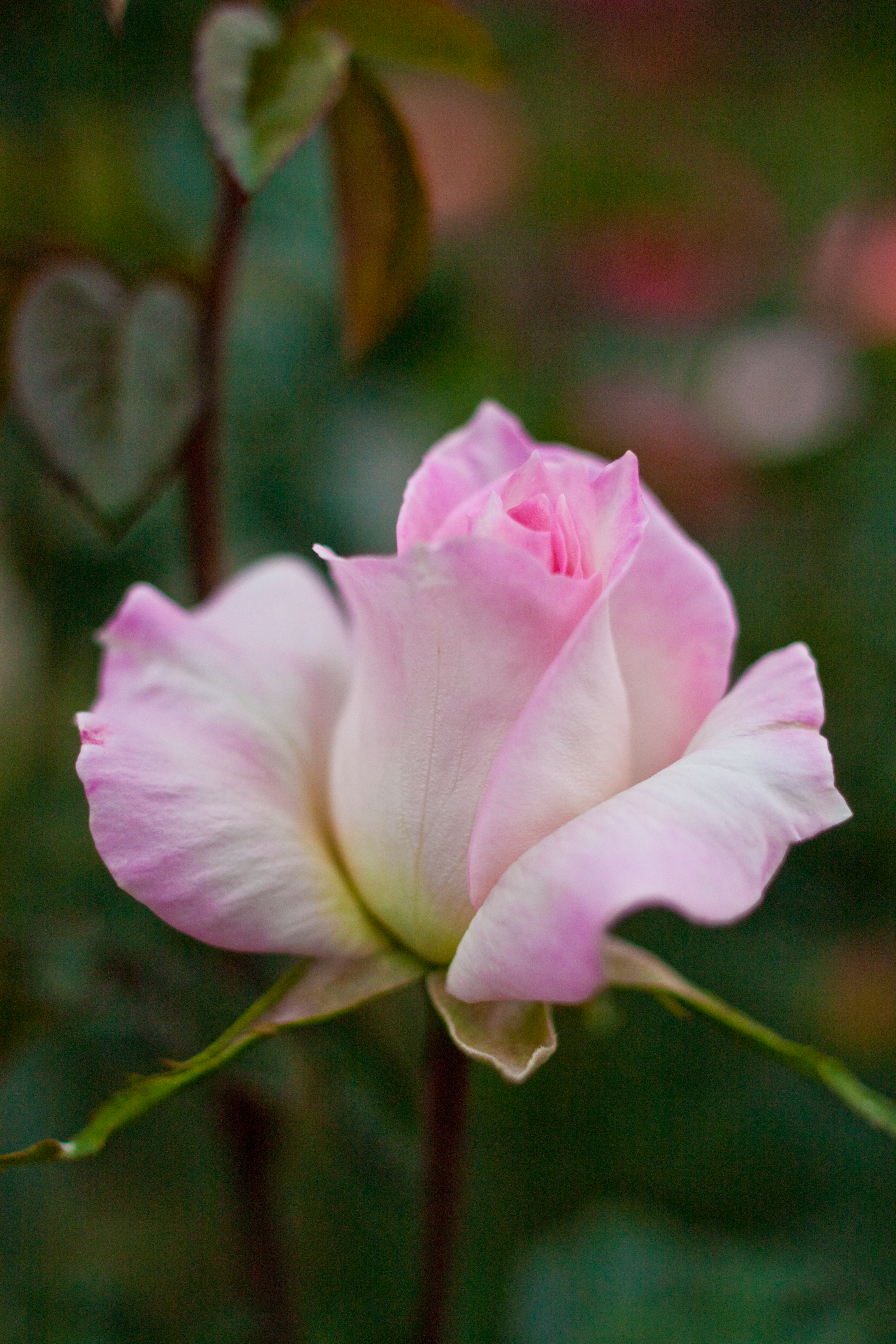
Троянда 'Kamo'
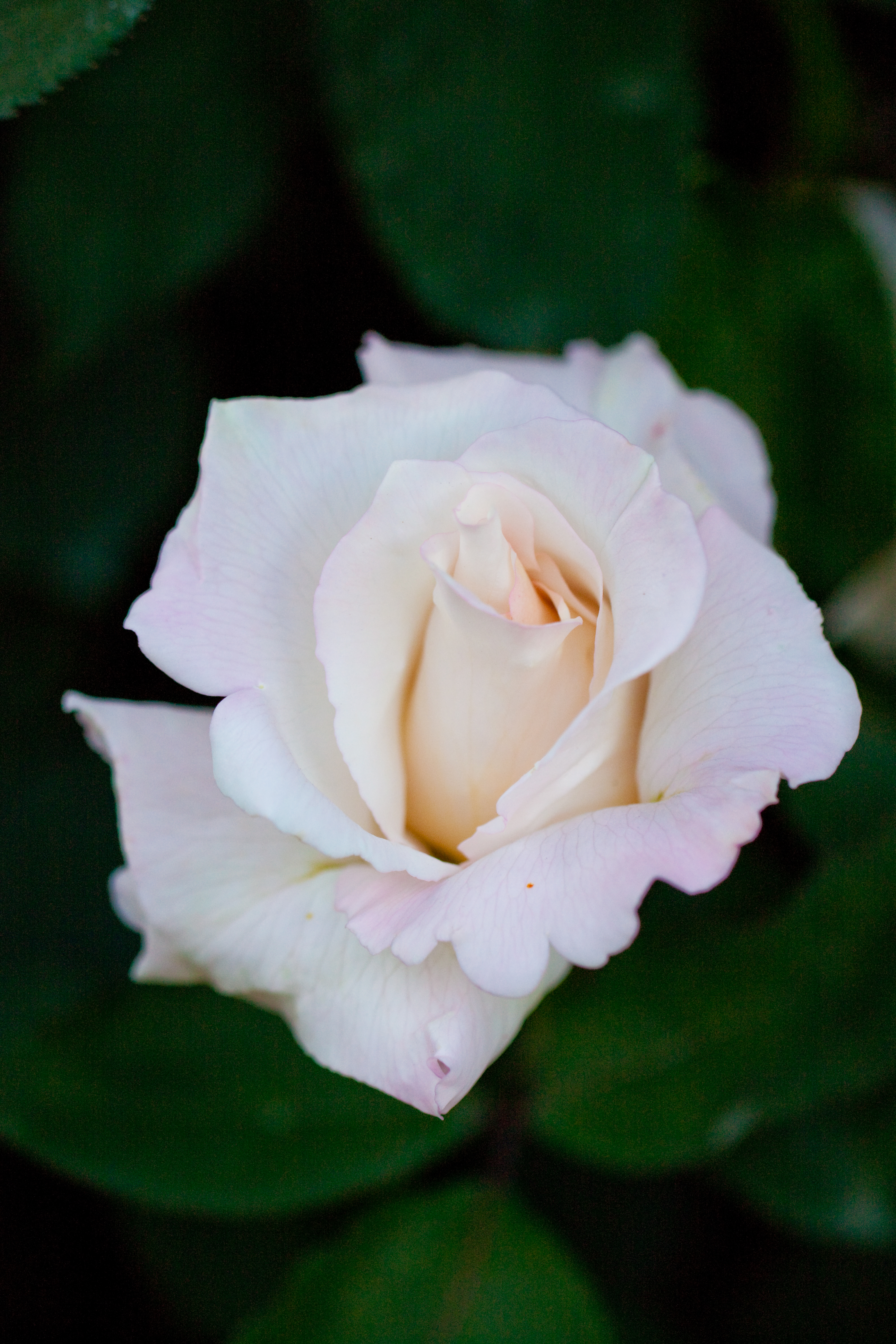
Троянда 'Kokyu'
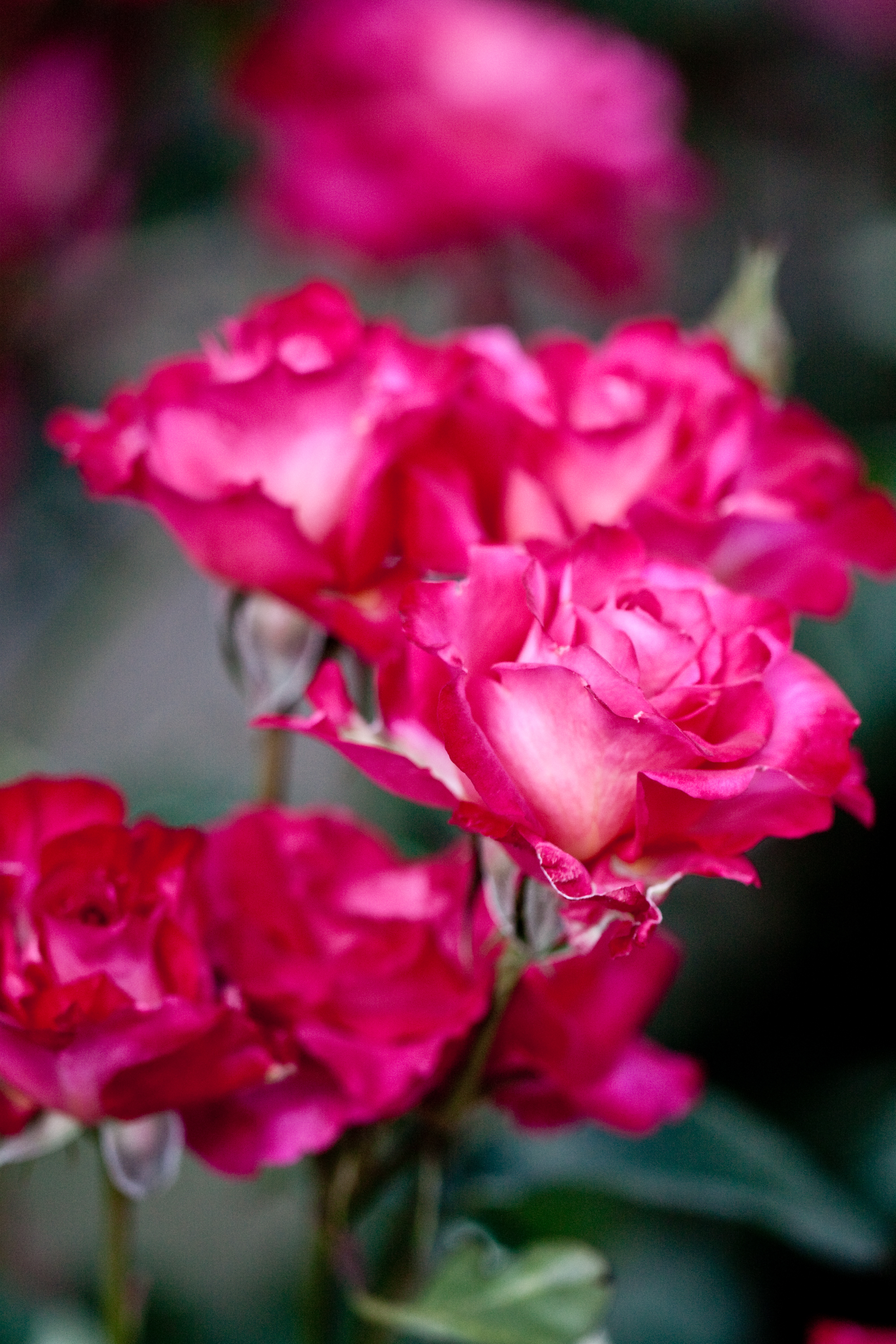
Троянда 'Kurenai'
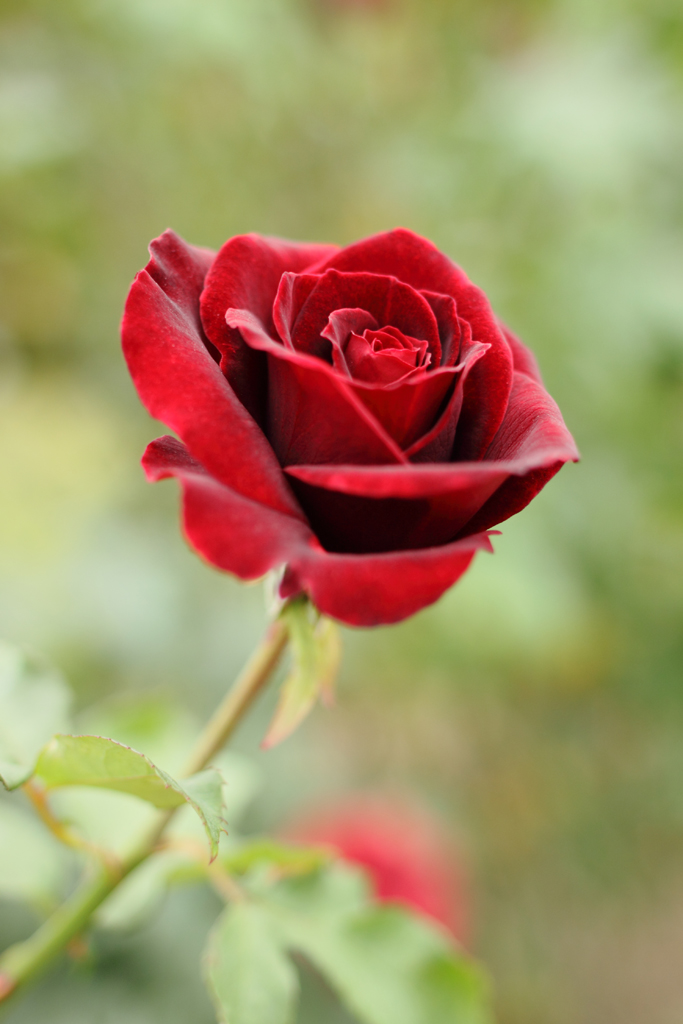
Троянда 'Kuro-Shinjyu'
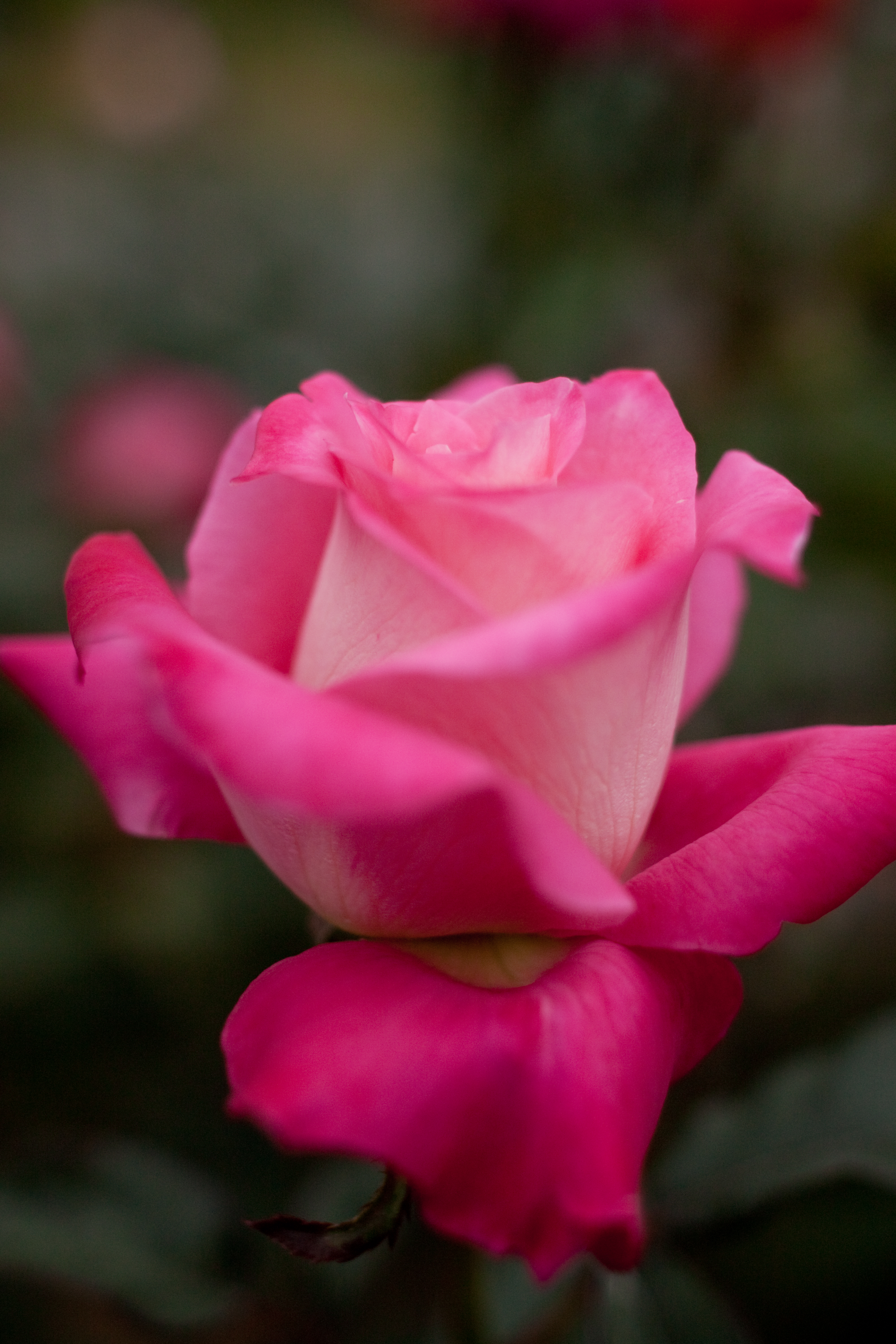
Троянда 'Kyogoku'
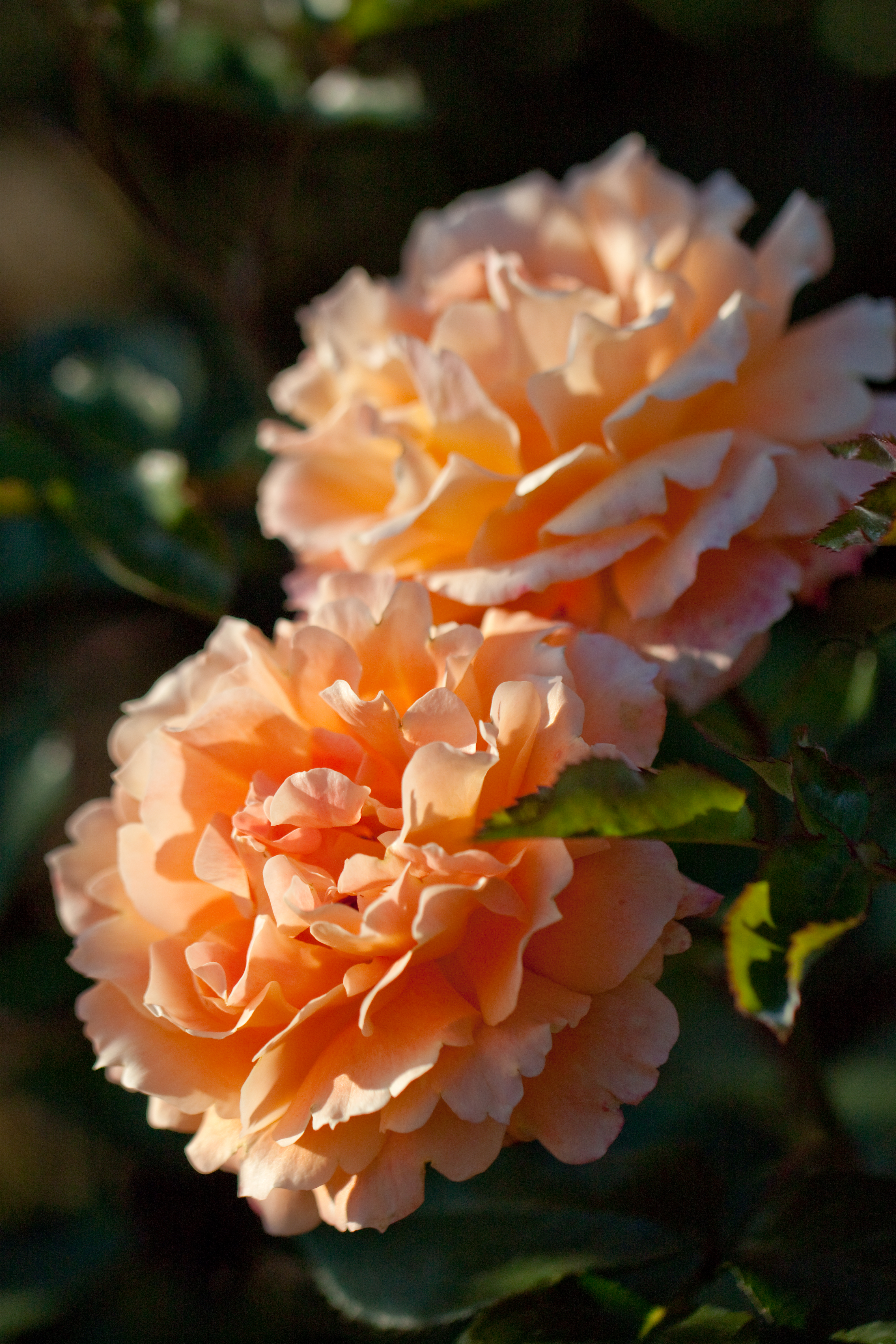
Троянда 'Manyo'
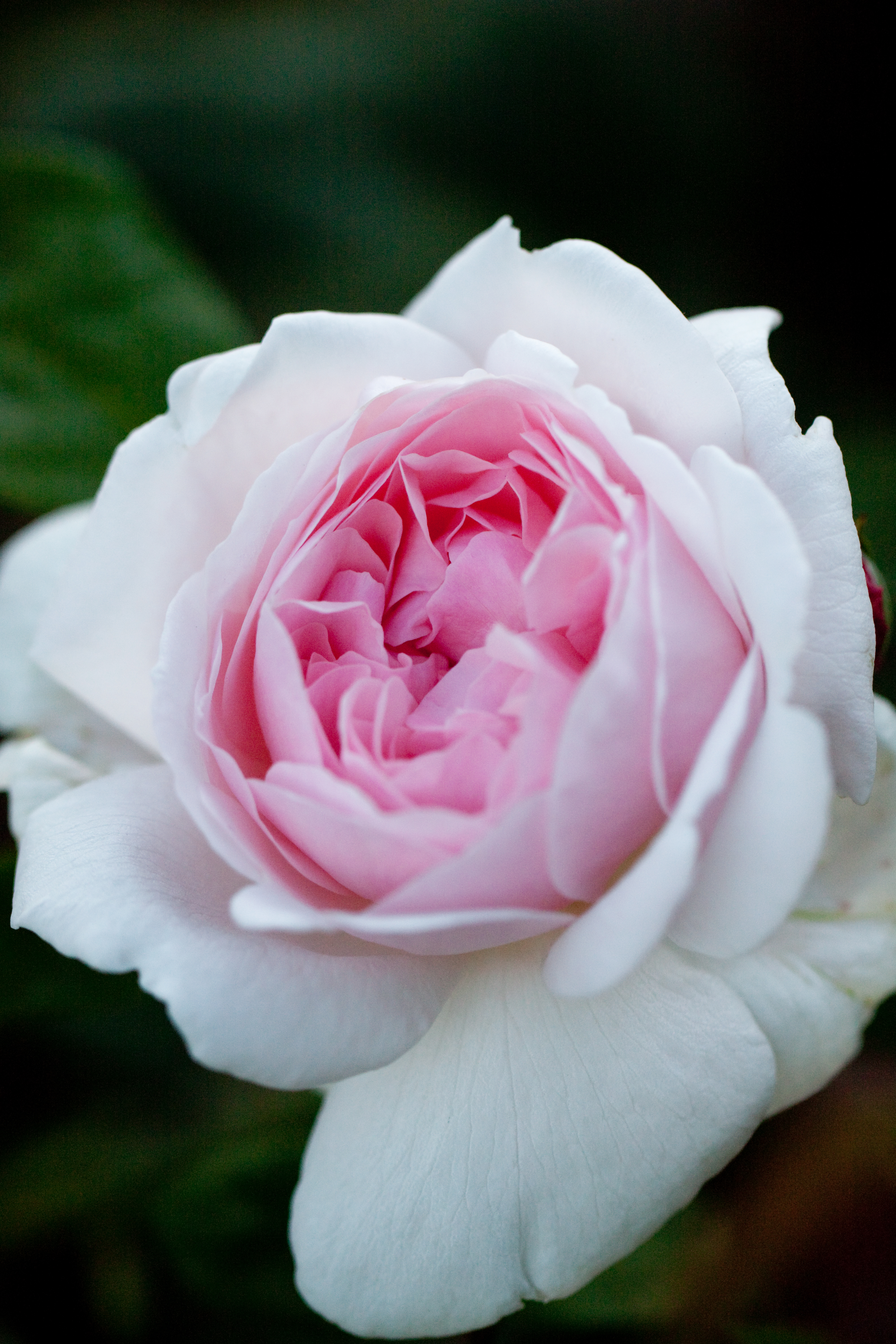
Троянда 'Masako'
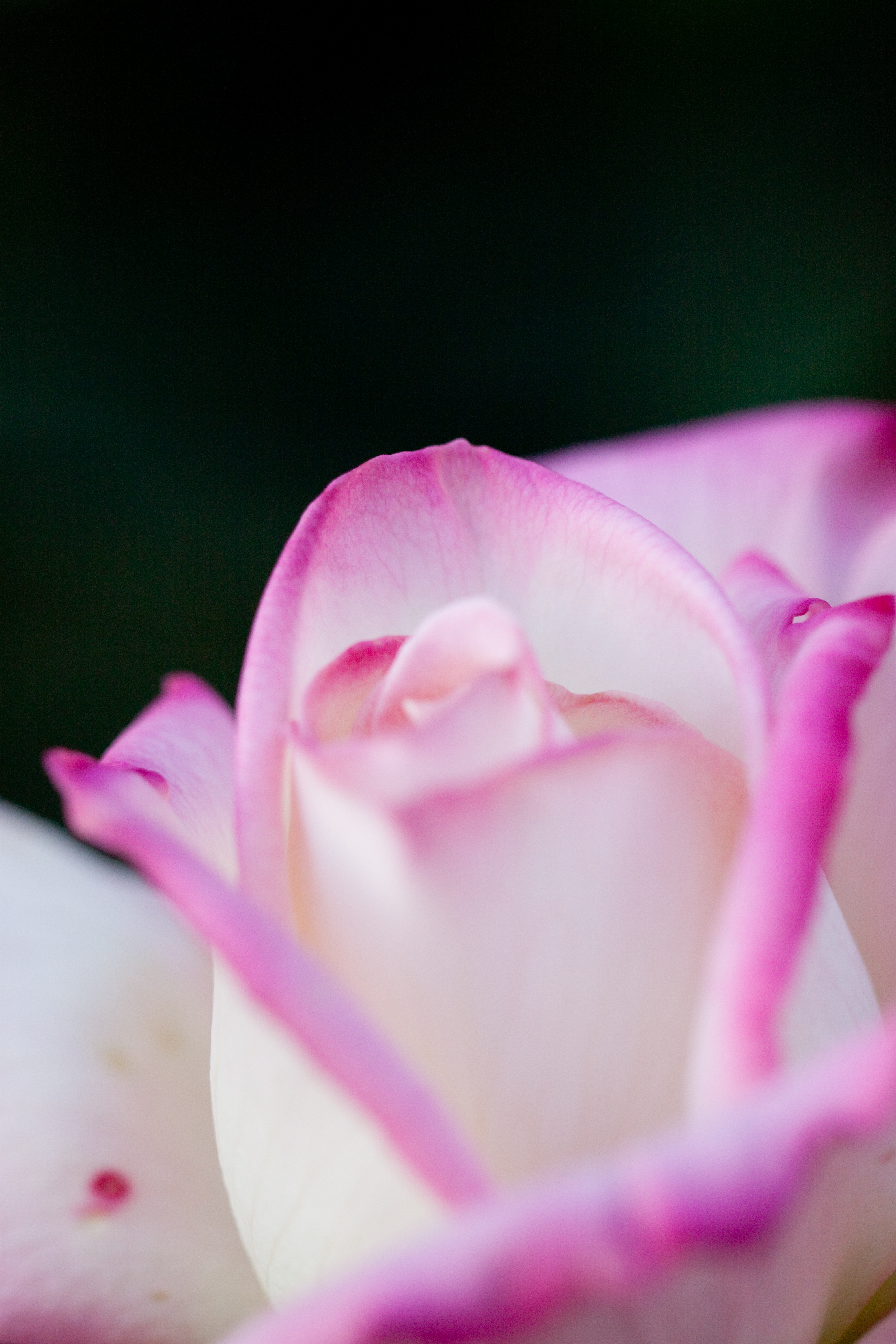
Троянда 'Miwaku'
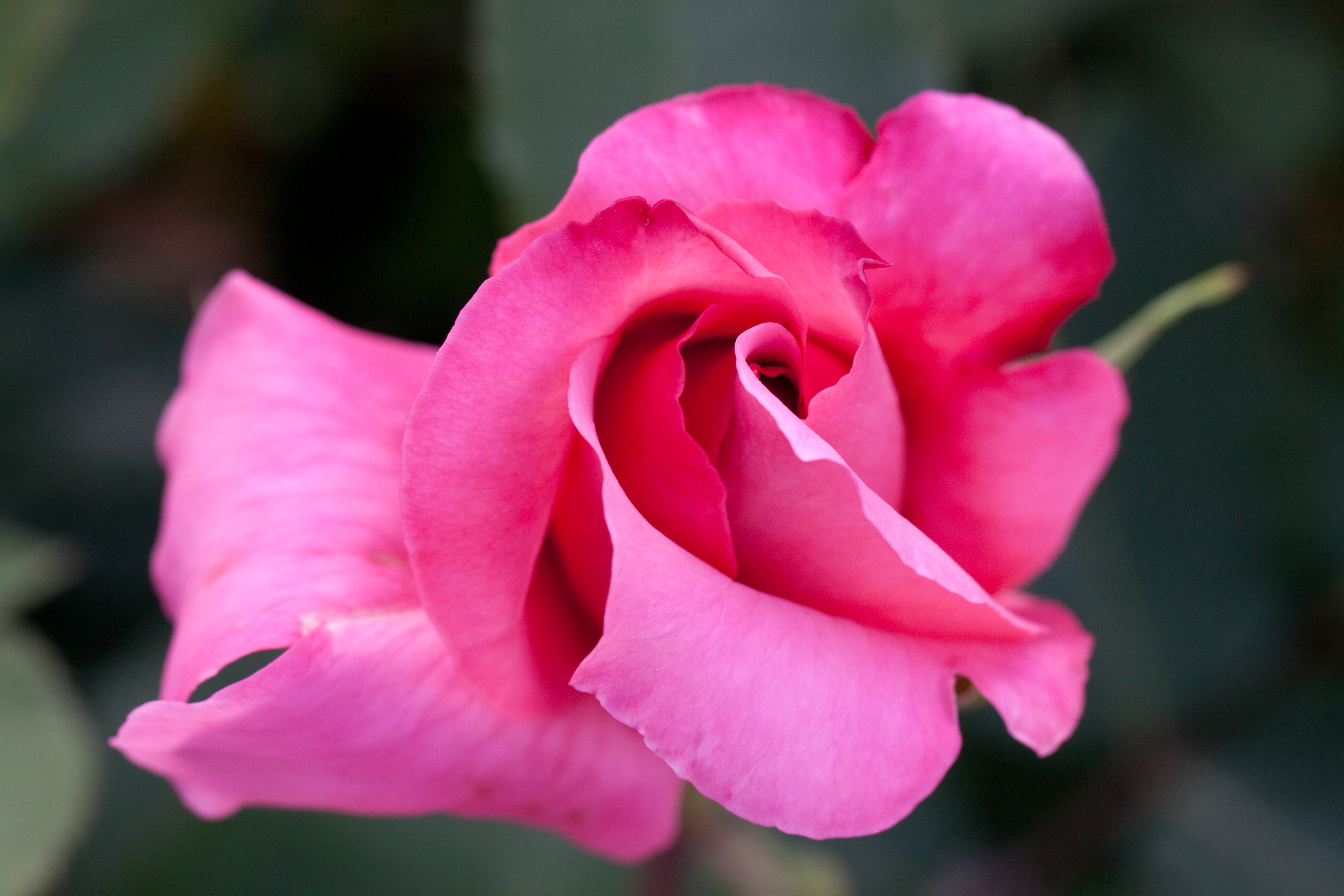
Троянда 'Momoyama'
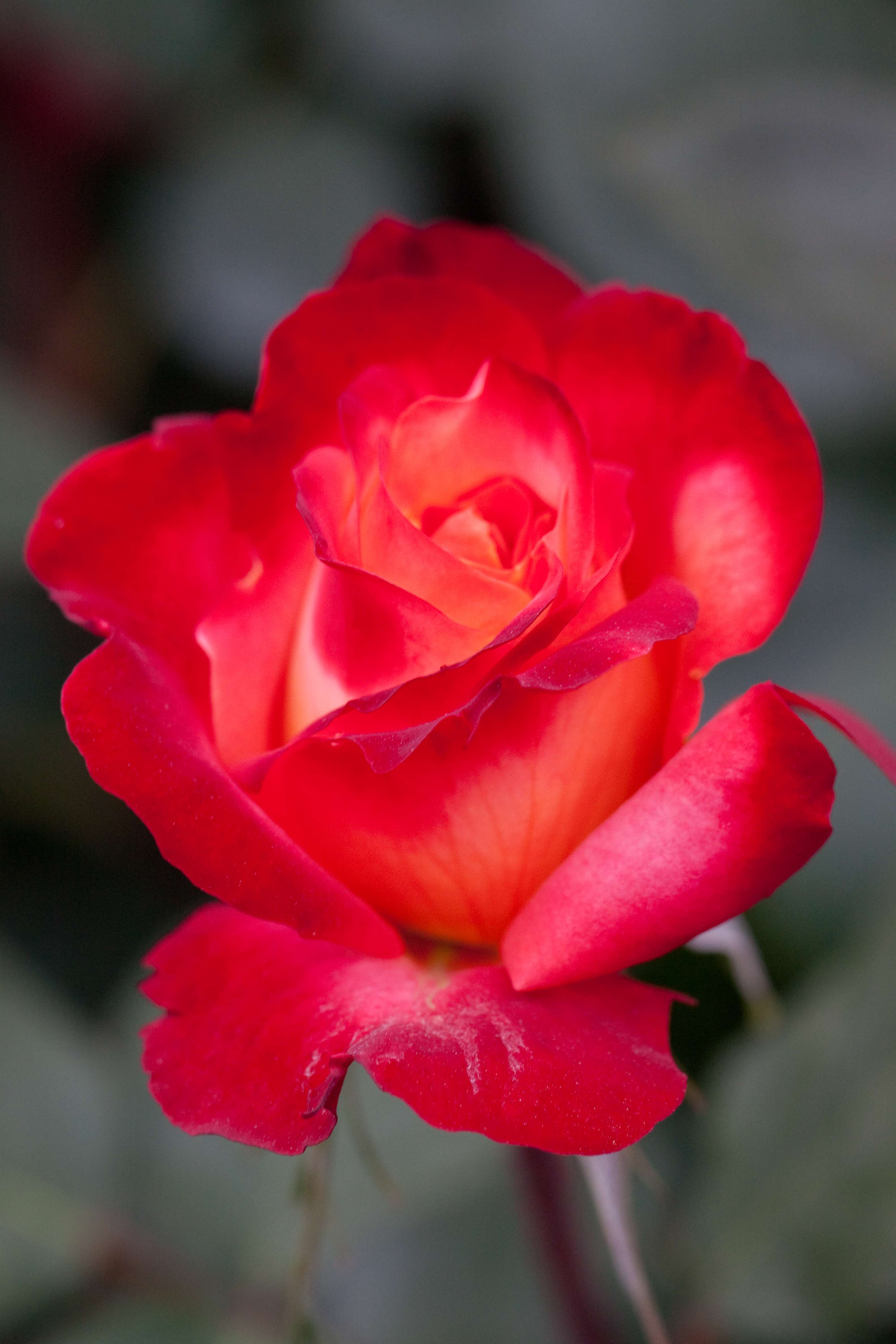
Троянда 'Nishikie'.